# Liste von Persönlichkeiten der Stadt Rotterdam
Die folgende Liste enthält Personen, die in Rotterdam geboren wurden sowie solche, die zeitweise dort gelebt und gewirkt haben, jeweils chronologisch aufgelistet nach dem Geburtsjahr. Die Liste erhebt keinen Anspruch auf Vollständigkeit.

## In Rotterdam geborene Persönlichkeiten

### 15. bis 17. Jahrhundert

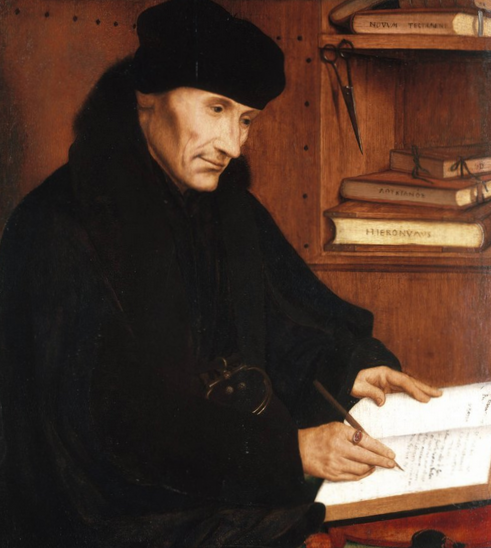
Erasmus von Rotterdam
(1466–1536)

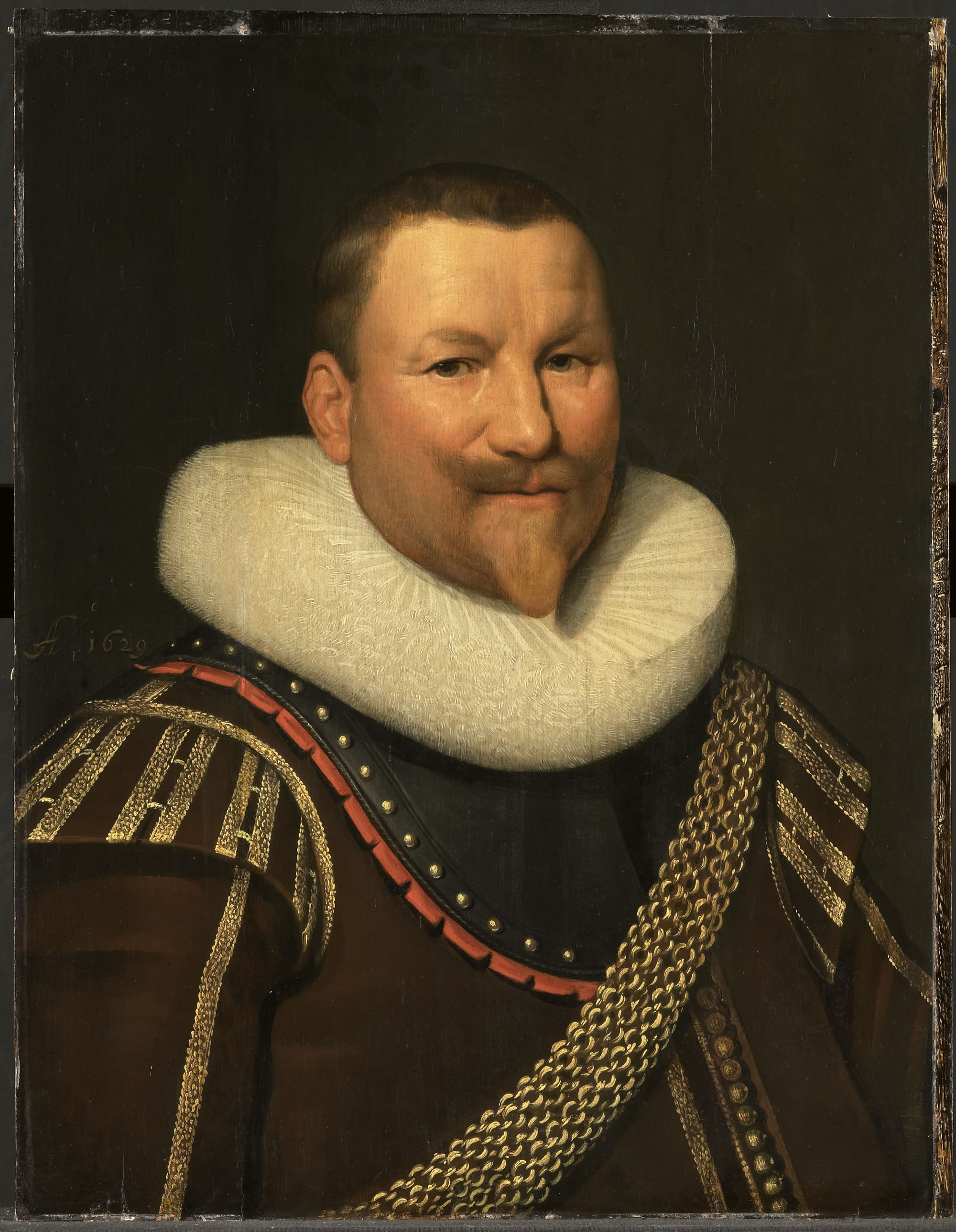
Piet Pieterszoon Heyn
(1577–1629)

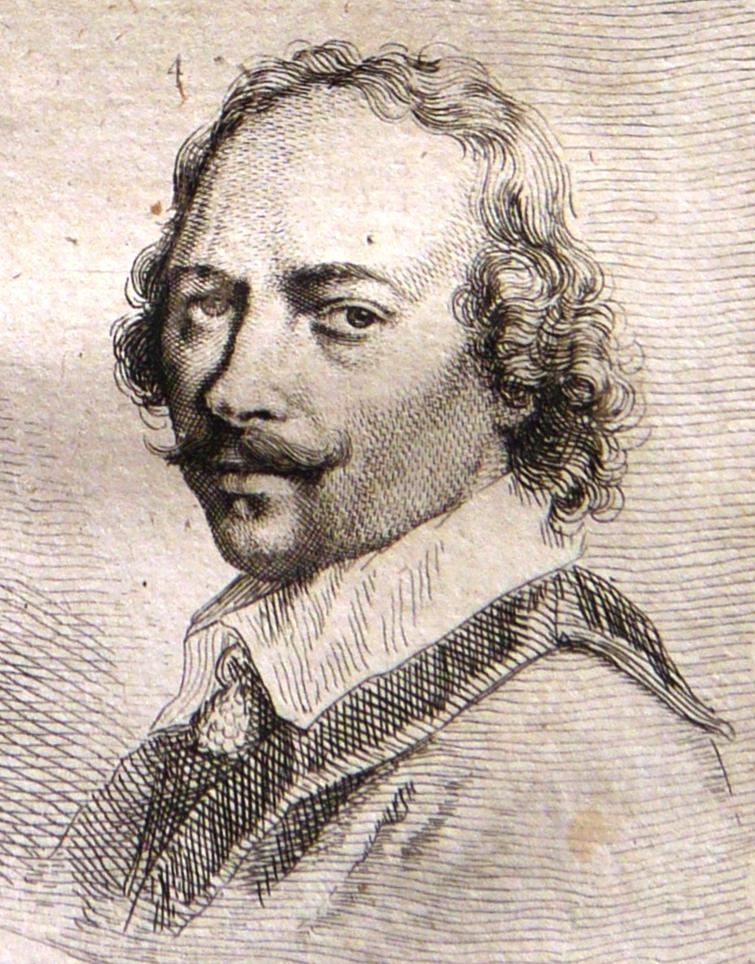
Hendrik Martensz. Sorgh
(um 1611–1670)

- Erasmus von Rotterdam (1465/69–1536), Gelehrter des europäischen Humanismus
- Piet Pieterszoon Heyn (1577–1629), Freibeuter
- Willem Pietersz. Buytewech (1591/92–1624), Maler, Zeichner und Radierer
- Abraham de Vries (um 1600–1650/62), Maler
- Pieter de Bloot (um 1601–1658), Maler
- Peter Marselis (um 1602–1672), niederländisch-russischer Großkaufmann, Architekt und Ingenieur
- Joost Schouten († 1644), Kaufmann im Dienst der Niederländischen Ostindien-Kompanie
- Simon de Vlieger (1601–1653), Maler
- Antonius Hambroek (1607–1661), Missionar in Diensten der Niederländischen Ostindien-Kompanie
- Herman Saftleven (1609–1685), Maler
- Adrian van Walenburch (1609–1669), römisch-katholischer Geistlicher und Weihbischof zu Köln
- Adriaantje Hollaer (1610–1693), Geschäftsfrau
- Jan Jansz de Jonge Stampioen (1610–1653), Mathematiker
- Peter van Walenburch (1610–1675), römisch-katholischer Weihbischof in Mainz und Köln sowie Kontroversschriftsteller
- Isaack Colonia (1611/12–1663), Maler
- Hendrik Martensz. Sorgh (um 1611 – 1670), Maler
- Adriaen Cornelisz. Beeldemaker (1618–1709), Maler des Goldenen Zeitalters
- Willem Kalf (1619–1693), Maler
- Hendrick de Meijer (1620–1689), Landschaftsmaler des Goldenen Zeitalters der Niederlande
- Abraham Diepraem (1622–1670), Maler
- François Verwilt (1623–1691), Maler
- Jan van Ossenbeeck (1624 oder 1625–1674), Maler, Zeichner und Kupferstecher
- Adriaen Hendriksz Verboom (1627–1673), Maler und Radierer
- Pieter de Hooch (1629–1684), Maler
- Cornelis Tromp (1629–1691), Marineoffizier
- Abraham Hondius (* um 1631; † 1691), Maler, Radierer und Zeichner
- Hendrik van Minderhout (1632–1696), Marinemaler
- Adam Colonia (1634–1685), Maler
- Jacob Lucasz Ochtervelt (1634–1682), Maler
- Cornelis Beelt (1640–1702), Maler
- Michiel van Musscher (um 1643 – 1705), Graveur und Alter Meister des Barock
- Grinling Gibbons (1648–1721), englischer Bildhauer
- James Scott, 1. Duke of Monmouth (1649–1685), englischer Thronprätendent
- Adriaen van der Werff (1659–1722), Maler
- Adriaan Schoonebeek (1661–1705), niederländisch-russischer Kupferstecher
- Hendrick Zwaardecroon (1667–1728), Generalgouverneur von Niederländisch-Indien
- Bernard Mandeville (1670–1733), Arzt und Sozialtheoretiker
- Daniel de Superville (1696–1773), Mediziner in preußischen, bayreuth-brandenburgischen und braunschweigischen Diensten

### 18. Jahrhundert

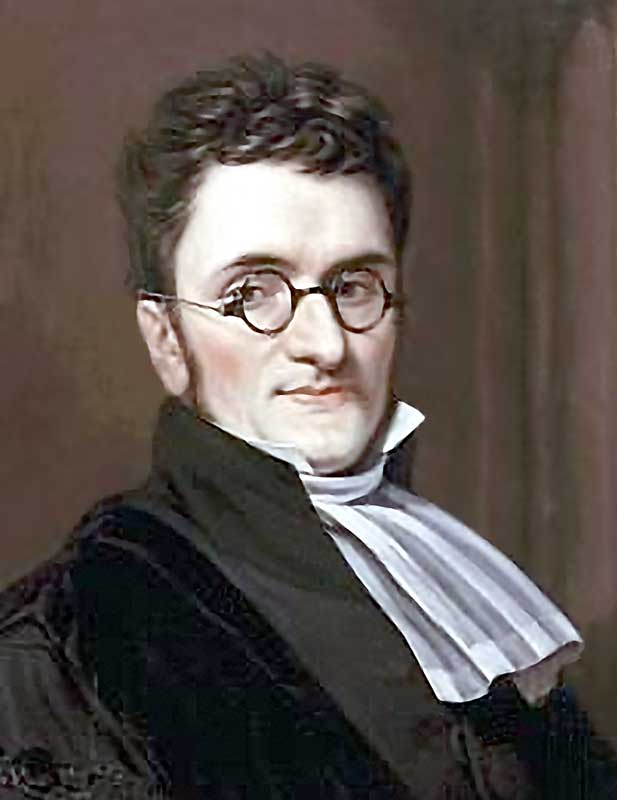
Philipp Wilhelm van Heusde
(1778–1839)

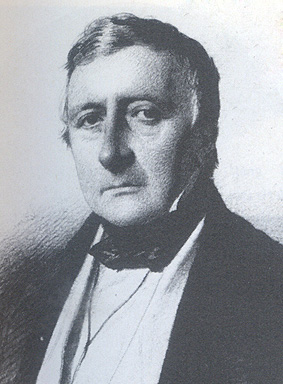
Dirk Donker Curtius
(1792–1864)

- Abraham Gevers (1712–1780), Bewindhebber der Niederländischen Ostindien-Kompanie und Bürgermeister von Rotterdam
- Leonardus Patijn (1718–1778), Mediziner und Stadtarzt
- Arnout Vosmaer (1720–1799), Naturforscher und Sammlungskurator
- Pieter Hellendaal (1721–1799), Komponist, Organist und Violinist
- Kaat Mossel (1723–1798), Muschelhändlerin und Volksheldin
- Adrianus Broekman (1724–1800), altkatholischer Bischof von Haarlem
- Didericus van der Kemp (1731–1780), reformierter Theologe
- Lambertus Bicker (1732–1801), Mediziner
- Henricus Vink (1740–um 1818), Mediziner
- Alexander Gillon (1741–1794), Politiker
- Hendrik Kobell (1751–1779), Marinemaler, Zeichner und Radierer
- Gabriel van Oordt (1757–1836), reformierter Theologe
- Gijsbert Karel van Hogendorp (1762–1834), Staatsmann
- Johanna Cornelia Wattier (1762–1827), Schauspielerin
- Petronella Cornelia van Alphen (1763–1833), Dichterin
- Karl Everad Ellinckhuysen (1763–1837), deutscher Weinhändler und Weingutsbesitzer
- Johannes Henricus van der Palm (1763–1840), Dichter, reformierter Theologe, Politiker und Orientalist
- Catharina Heybeek (1764–1810), Journalistin und Herausgeberin
- Helena Snoek (1764–1807), Schauspielerin
- Jacob de Gelder (1765–1848), Mathematiker
- Gijsbertus Johannus van den Berg (1769–1817), Porträt- und Miniaturmaler, Kopist und Kunstlehrer
- Maria Catharina van Dooren (1769–1832), Stifterin
- Johan Gijsbert Verstolk van Soelen (1776–1845), Politiker
- Philipp Wilhelm van Heusde (1778–1839), Philosoph, Historiker, Philologe, Bibliothekar und Rhetoriker
- Anna Maria Snoek (1779–1849), Schauspielerin
- Gerbranda Rivier (1780–1838), Schauspielerin
- Hendrik Tollens (1780–1856), Schriftsteller
- Hugo van Zuylen van Nijevelt (1781–1853), Diplomat und Minister
- Joanna Cornelia Bingley (1785–1869), Schauspielerin
- Dirk Donker Curtius (1792–1864), Politiker und Redakteur
- Cornelis van der Hoeven (1792–1871), Mediziner und Hochschullehrer
- Daniël Théodore Gevers van Endegeest (1793–1877), Rechtsanwalt und Politiker
- Johan Frederik van Oordt (1794–1852), reformierter Theologe
- Leopold Carl Bleibtreu (1796–1865), deutscher Mathematiker und Hochschullehrer

### 19. Jahrhundert

#### 1801 bis 1850

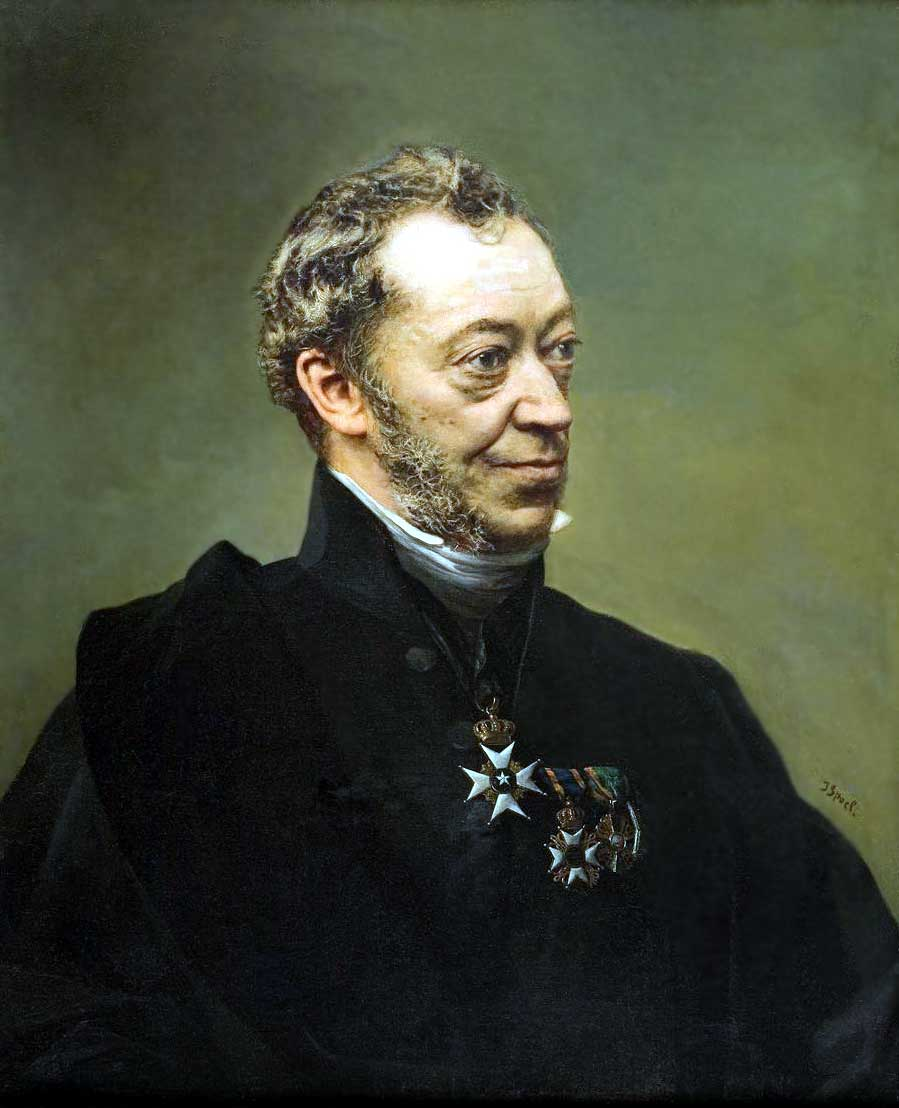
Jan van der Hoeven
(1801–1868)

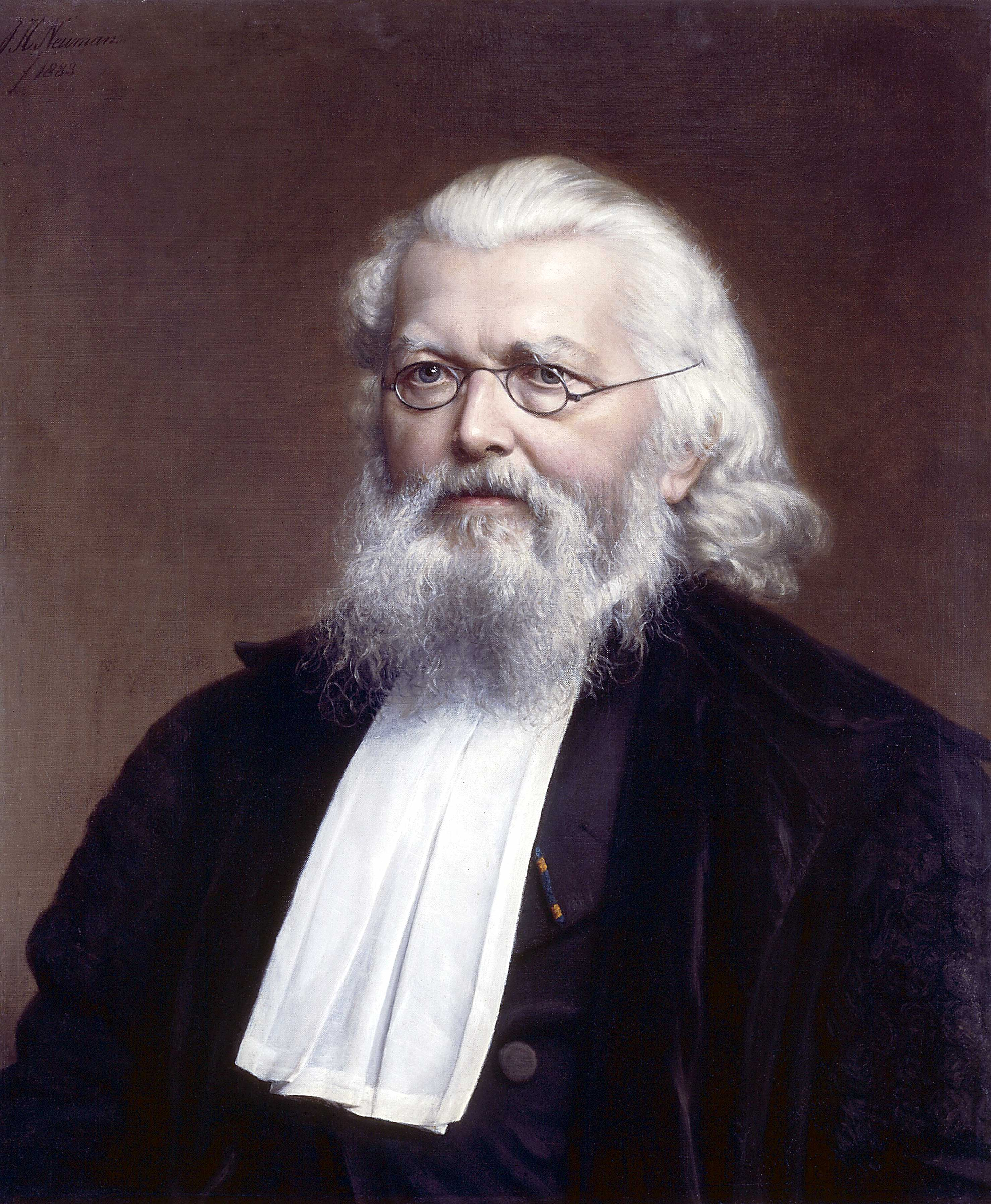
Pieter Harting
(1812–1885)

- Jan van der Hoeven (1801–1868), Naturforscher
- Jacobus Everhardus Josephus van den Berg (1802–1861), Maler und Hochschullehrer
- Anna Petronella Westerman (1802–1893), Schauspielerin und Dramaturgin
- Petrus Augustus Beretta (1805–1866), Maler und Lithograph
- Frederik Willem Krieger (1805–1881), Mediziner und Hochschullehrer
- Jan Hendrik van de Laar (1807–1874), Genremaler
- Simon Opzoomer (1807–1878), Genre- und Historienmaler
- Willem Hendrik Schmidt (1809–1849), Genre-, Porträt- und Historienmaler sowie Kunstpädagoge
- Johannes Tavenraat (1809–1881), Landschafts- und Jagdmaler der Klever Romantik
- Simon van den Berg (1812–1891), Maler
- Pieter Harting (1812–1885), Mediziner, Geologe, Hydrologe und Botaniker
- Johan Eliza de Vrij (1813–1898), Pharmakologe
- Georg Jung (1814–1886), Politiker
- Jan Nolet de Brauwere van Steeland (1815–1888), niederländisch-flämischer Dichter
- Francina Louise Schot (1816–1894), Malerin
- Petrus Matthias Snickers (1816–1895), Kleriker und römisch-katholischer Erzbischof von Utrecht
- Petrus Theodorus van Wijngaerdt (1816–1893), Maler und Lithograph
- Johannes Jacobus van Oosterzee (1817–1882), niederländischer reformierter Theologe
- Albertus van Beest (1820–1860), Marinemaler, Zeichner und Lithograph
- Jacob Spoel (1820–1868), Maler
- Cornelis Willem Opzoomer (1821–1892), Jurist, Philosoph, Literaturwissenschaftler und Logiker
- Herman Heijermans Sr. (1824–1910), Journalist
- Johannes Baptista Rietstap (1828–1891), Heraldiker und Genealoge
- Jacobus Anthonie Fruin (1829–1884), Rechtswissenschaftler
- Johan Michaël Schmidt Crans (1830–1907), Maler, Radierer und Lithograph
- Gilles van Overbeek de Meijer (1831–1918), Mediziner
- Mauritz de Haas (1832–1895), niederländisch-amerikanischer Marinemaler
- Eduard Mulder (1832–1924), Chemiker
- Jacob Cramer (1833–1895), niederländischer reformierter Theologe und Kirchenhistoriker
- Johan George Gleichman (1834–1906), Politiker
- Antonie Jacobus Ackermann (1836–1914), Pianist, Organist, Musikpädagoge und Komponist
- Marie Molijn (1837–1932), Malerin
- Petrus van der Velden (1837–1913), Maler und Lithograph
- Dirk Arie Lamme (1839–1879), Kunsthändler, Museumsdirektor, Radierer und Zeichner
- Samuel de Lange (1840–1911), niederländisch-deutscher Organist, Lehrer und Komponist
- John Gerrard Keulemans (1842–1912), Maler und Illustrator
- Arnold Kerdijk (1846–1905), Politiker
- Johan Hendrik Doeleman (1848–1913), Landschaftsmaler, Aquarellist und Zeichner
- Theodoor Verhey (1848–1929), Komponist
- Willem de Haan (1849–1930), Dirigent und Komponist
- Franciscus Leonardus Stracké (1849–1919), Bildhauer

#### 1851 bis 1880

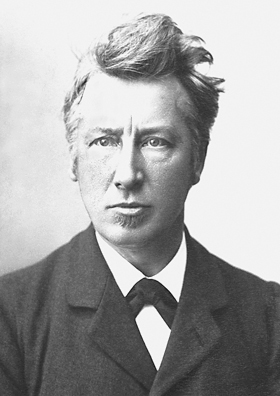
Jacobus Henricus van ’t Hoff
(1852–1911)

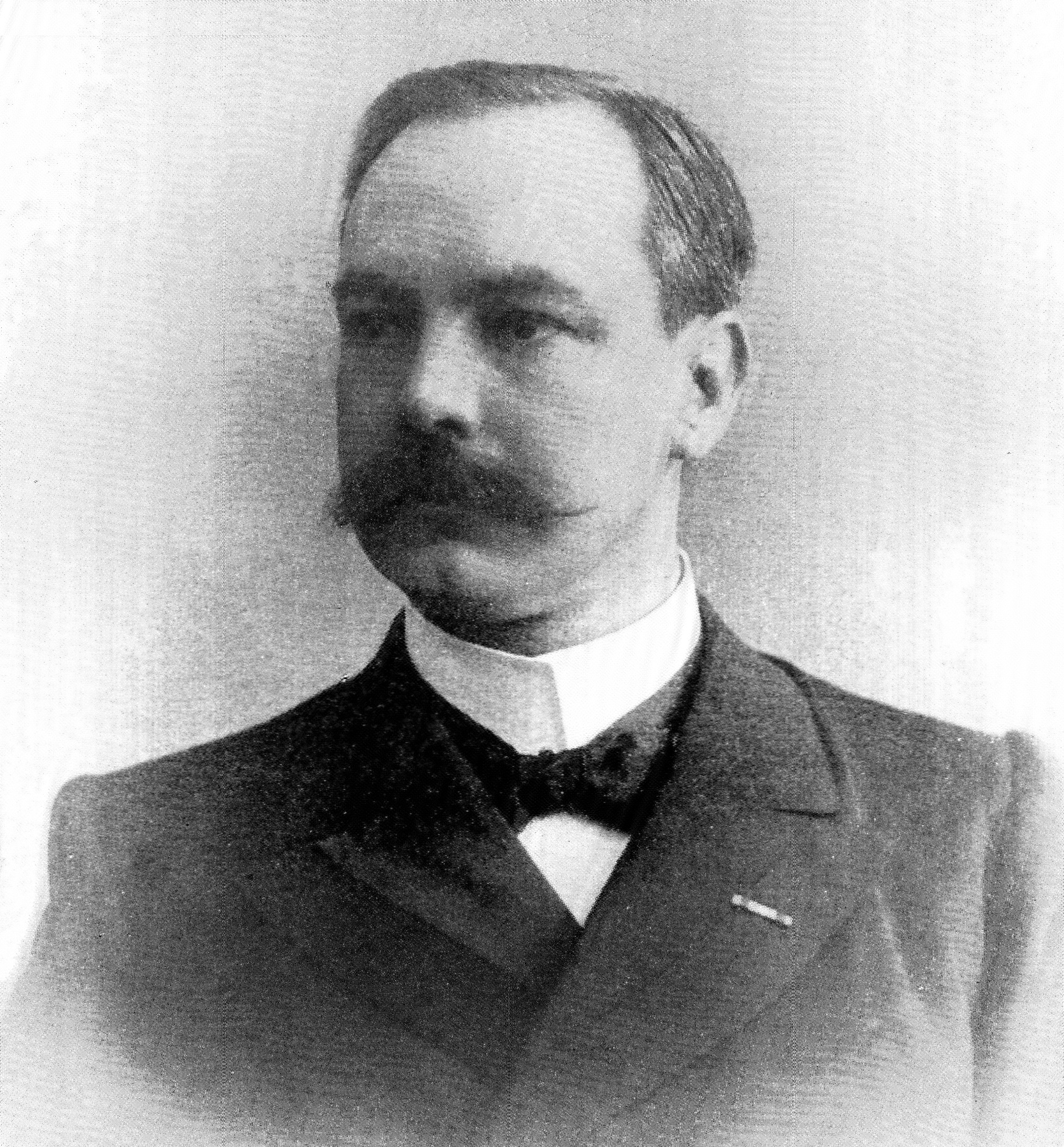
Alexander Willem Frederik Idenburg
(1861–1935)

- Jacobus Henricus van ’t Hoff (1852–1911), Chemiker
- Esther de Boer-van Rijk (1853–1937), Schauspielerin
- Ambrosius Hubrecht (1853–1915), Zoologe
- Willem Nolen (1854–1939), Mediziner
- Albertus Paulus Hermanus Hotz (1855–1930), Unternehmer und Fotograf
- Jakob Smits (1855–1928), niederländisch-flämischer Maler
- Hendrik Petrus Berlage (1856–1934), Architekt
- Willem Cornelis Rip (1856–1922), Landschaftsmaler
- George Hendrik Breitner (1857–1923), Kunstmaler
- Adriaan la Rivière (1857–1941), Genremaler
- Marie de Roode-Heijermans (1859–1937), Malerin
- Johannes Marinus Simon Baljon (1861–1908), reformierter Theologe
- Alexander Willem Frederik Idenburg (1861–1935), Politiker
- Anna Sablairolles (1861–1945), Schauspielerin
- Wilhelmine Sandrock (1861–1948), deutsche Schauspielerin und Sängerin
- Adri Bleuland van Oordt (1862–1944), Malerin
- Christian Sandrock (1862–1924), deutscher Maler und Schriftsteller
- Hermanus Adrianus van Oosterzee (1863–1933), Maler, Radierer und Lithograph
- Adele Sandrock (1863–1937), deutsch-niederländische Schauspielerin
- Herman Heijermans (1864–1924), Dramatiker, Schriftsteller, Journalist und Intendant
- Jan de Jong (1864–1901), Maler, Zeichner und Aquarellist
- Johan Antonie de Jonge (1864–1927), Anwalt, Maler und Zeichner
- Henri de Vries (1864–1949), Schauspieler bei Bühne und Film sowie ein Theaterleiter und Bühnenregisseur
- Edward José (1865–1930), belgischer Schauspieler, Regisseur und Drehbuchautor
- Johanna Bleuland van Oordt (1865–1948), Malerin
- Ida Heijermans (1866–1943), Pädagogin, Fachbuchautorin und Journalistin
- Sebald Schwarz (1866–1934), deutscher Pädagoge und Schulreformer
- Frans Oerder (1867–1944), Maler, Radierer und Lithograf
- Ludwig Adrian Sanders (1867–1956), Bauingenieur und -unternehmer
- Pim Kiderlen (1868–1931), Radsportler
- Elisabeth Obreen (1868–1943), Malerin und Zeichnerin
- Abraham Albert Hijmans van den Bergh (1869–1943), Internist und Hochschullehrer
- Andrew Pitcairn-Knowles (1871–1956), britischer Verleger und Fotojournalist
- George Pletser (1871–1942), Maler
- Hugo Frederik Nierstrasz (1872–1937), Zoologe
- Constant Jozeph Alban (1873–1944), Maler sowie Radierer und Möbeldesigner
- Herman de By (1873–1961), Schwimmer, Boxer und Ruderer
- Dirk Schäfer (1873–1931), Pianist und Komponist
- Adriënne Solser (1873–1943), Schauspielerin und Filmemacherin
- Louis Stutterheim (1873–1943), Maler
- Caroline van Dommelen (1874–1957), Bühnenschauspielerin und Autorin
- Johan Reuchlin (1874–1912), Unternehmer und Geschäftsführer
- Frederika Broeksmit (1875–1945), impressionistische Malerin, Zeichnerin, Radiererin und Lithografin
- Johannes Linse (1875–1930), Maler
- Lodewijk van Mierop (1876–1930), Pazifist und Anarchist
- Adriana van Rees-Dutilh (1876–1959), Malerin
- Gerard Altmann (1877–1940), Maler, Zeichner, Aquarellist und Grafiker
- James Cloppenburg (1877–1926), Textilunternehmer, Firmengründer Peek & Cloppenburg
- Kees van Dongen (1877–1968), französischer Maler
- Joost van Vollenhoven (1877–1918), französischer Offizier und Kolonialbeamter
- Anton Dirckx (1878–1927), Marinemaler, Aquarellist und Radierer
- Hakkie Davids (1879–1943), Pianist, Kapellmeister und Impresario
- Bill Dijxhoorn (1879–1937), Fußballfunktionär und -schiedsrichter
- Johannes Drost (1880–1954), Schwimmer
- Adrianus Henricus Maria Josephus van Rooy (1880–1937), Gynäkologe und Hochschullehrer

#### 1881 bis 1900

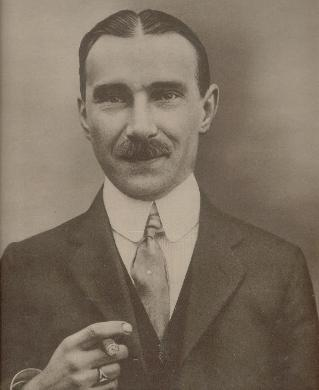
Bok de Korver
(1883–1957)

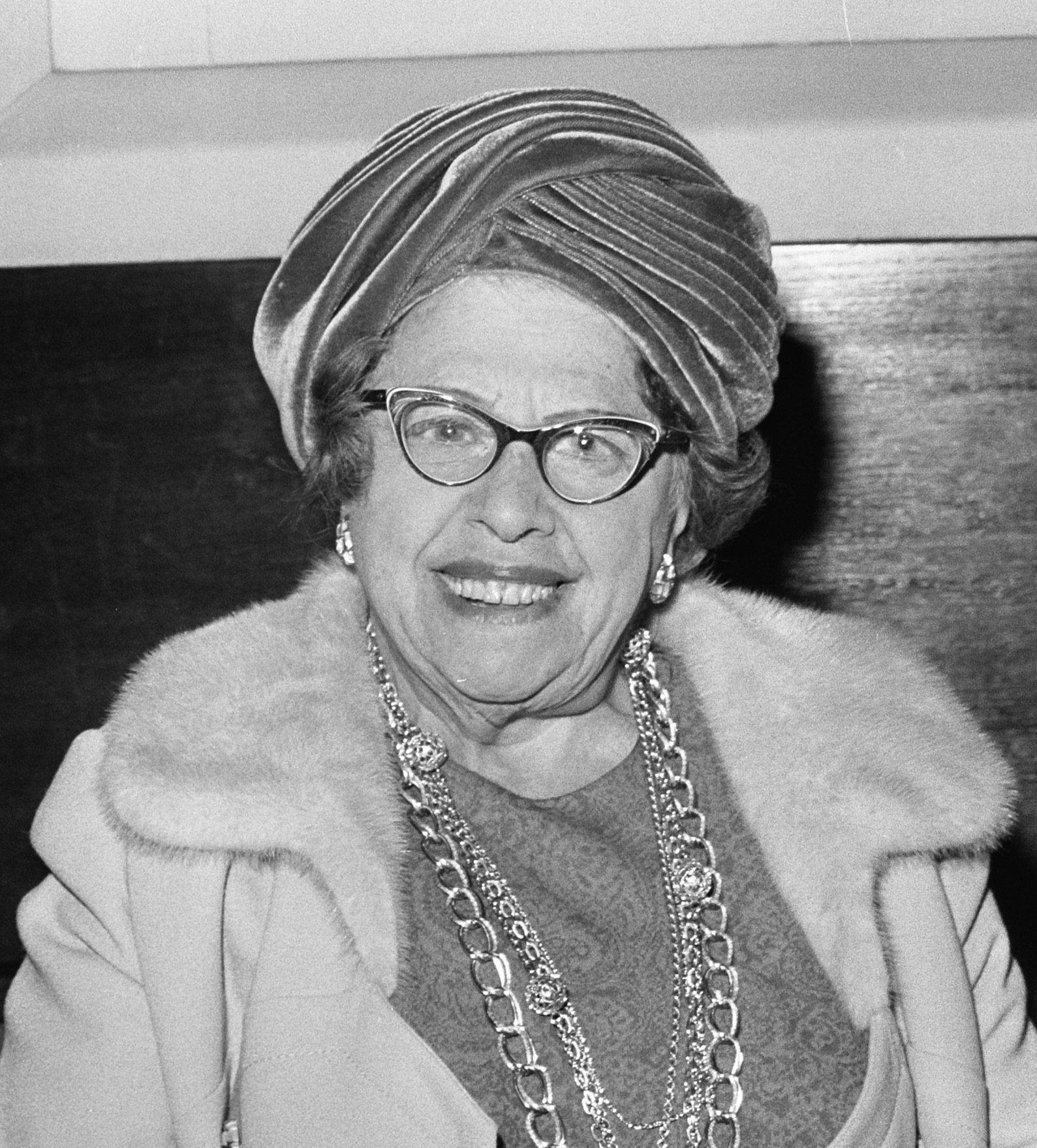
Heintje Davids
(1888–1975)

- Luitzen Egbertus Jan Brouwer (1881–1966), Mathematiker
- Jan van Gilse (1881–1944), Komponist und Dirigent
- Frederik Schmidt-Degener (1881–1941), Dichter, Kunsthistoriker, sowie Direktor des Rijksmuseums Amsterdam
- Gustav Steinbömer (1881–1972), deutscher Schriftsteller, Dramaturg, Major im Generalstab und Kritiker
- August Willem van Voorden (1881–1921), Maler, Zeichner und Aquarellist
- Charles Albert de Burlet (1882–1956), Kunsthändler
- Hendrik Willem van Loon (1882–1944), niederländisch-amerikanischer Autor, Historiker, Journalist, Zeichner und Buchillustrator
- Sophie de Vries-de Boer (1882–1944), Schauspielerin, Opfer des Nationalsozialismus
- Herman Maximilien de Burlet (1883–1958), Anatom und Pathologe
- Louis Davids (1883–1939), Kabarettist und Revuekünstler
- Bok de Korver (1883–1957), Fußballspieler
- Henk Sneevliet (1883–1942), Politiker, Gewerkschaftsführer, Antifaschist und Agent
- Willem Marinus Dudok (1884–1974), Architekt
- Krijn Schippers (1884–?), Radrennfahrer
- Rika Davids (1885–1943), Sängerin und Revuekünstlerin
- Willem van Korlaar jr. (1885–1937), Schauspieler, Regisseur und Theaterunternehmer
- Hermina Geertruida Sauerbier (1885–1976), Malerin und Zeichnerin
- Lambertus Benenga (1886–1963), Schwimmer
- Anton Cloppenburg (1886–1967), niederländisch-deutscher Textilkaufmann, Firmengründer von Peek & Cloppenburg
- Anton Hörburger (1886–1978), Fußballspieler
- Arnold Hörburger (1886–1966), Fußballspieler
- Hortense Kempe (1886–1974), Malerin
- Georgius Damen (1887–1954), Radrennfahrer
- Bernard van Dieren (1887–1936), Komponist und Musikschriftsteller
- Anthony van Hoboken (1887–1983), Musikwissenschaftler und Musiksammler
- Robert van ’t Hoff (1887–1979), Architekt
- Bouke Benenga (1888–1968), Schwimmer und Wasserballspieler
- Gerard Bunk (1888–1958), deutsch-niederländischer Organist, Pianist, Chorleiter und Komponist
- Agnes Canta (1888–1964), Malerin
- Heintje Davids (1888–1975), Sängerin, Komikerin und Schauspielerin
- Lene Haase (1888–1978), Lehrerin, Reisende und Schriftstellerin
- Cas Ruffelse (1888–1958), Fußballspieler
- Sybold van Ravesteyn (1889–1983), Architekt
- Jan van der Sluis (1889–1952), Fußballspieler
- Henriëtte Willebeek le Mair (1889–1966), Illustratorin von Kinderbüchern
- Johannes van der Corput (1890–1975), Mathematiker
- Huug de Groot (1890–1957), Fußballspieler
- Leen Hoogendijk (1890–1969), Wasserballspieler
- Pieter Adrianus Kooijman (1891–1975), politischer Aktivist und Anarchist
- Ferdinand Timmermans (1891–1967), Carilloneur, Organist und Musikinstrumentenbauer
- Bartina Harmina Wind (1891–1974), Romanistin und Hochschullehrerin
- Johanna Bordewijk-Roepman (1892–1971), Komponistin
- Maurits Frank (1892–1959), Cellist und Musikpädagoge
- Piet van der Wolk (1892–1952), Fußballspieler
- Karel Kratz (1893–1962), Wasserballspieler
- Conrad Dubbelman (1894–1977), römisch-katholischer Ordensgeistlicher, Bischof von Jabalpur
- Marie C. van der Kolf (1894–1956), Altphilologin und Gymnasiallehrerin
- Hendrik Anthony Kramers (1894–1952), Physiker
- Dirk Struik (1894–2000), Mathematiker
- Wilhelm Heinrich Carl Tenhaeff (1894–1981), Parapsychologe
- Leendert van der Vlugt (1894–1936), Architekt
- Adriaan Koonings (1895–1963), Fußballspieler
- Alexander Voormolen (1895–1980), Komponist
- Ber Groosjohan (1897–1971), Fußballspieler
- Willy Schootemeijer (1897–1953), Komponist
- Johannes Hendrik van den Broek (1898–1978), Architekt
- Jan Oosthoek (1898–1973), Fußballspieler
- Ok Formenoij (1899–1977), Fußballspieler
- Cornelis Christiaan Berg (1900–1990), Philologe und Historiker
- Rinus van den Berge (1900–1972), Sprinter
- David van Dantzig (1900–1959), Mathematiker

### 20. Jahrhundert

#### 1901 bis 1910

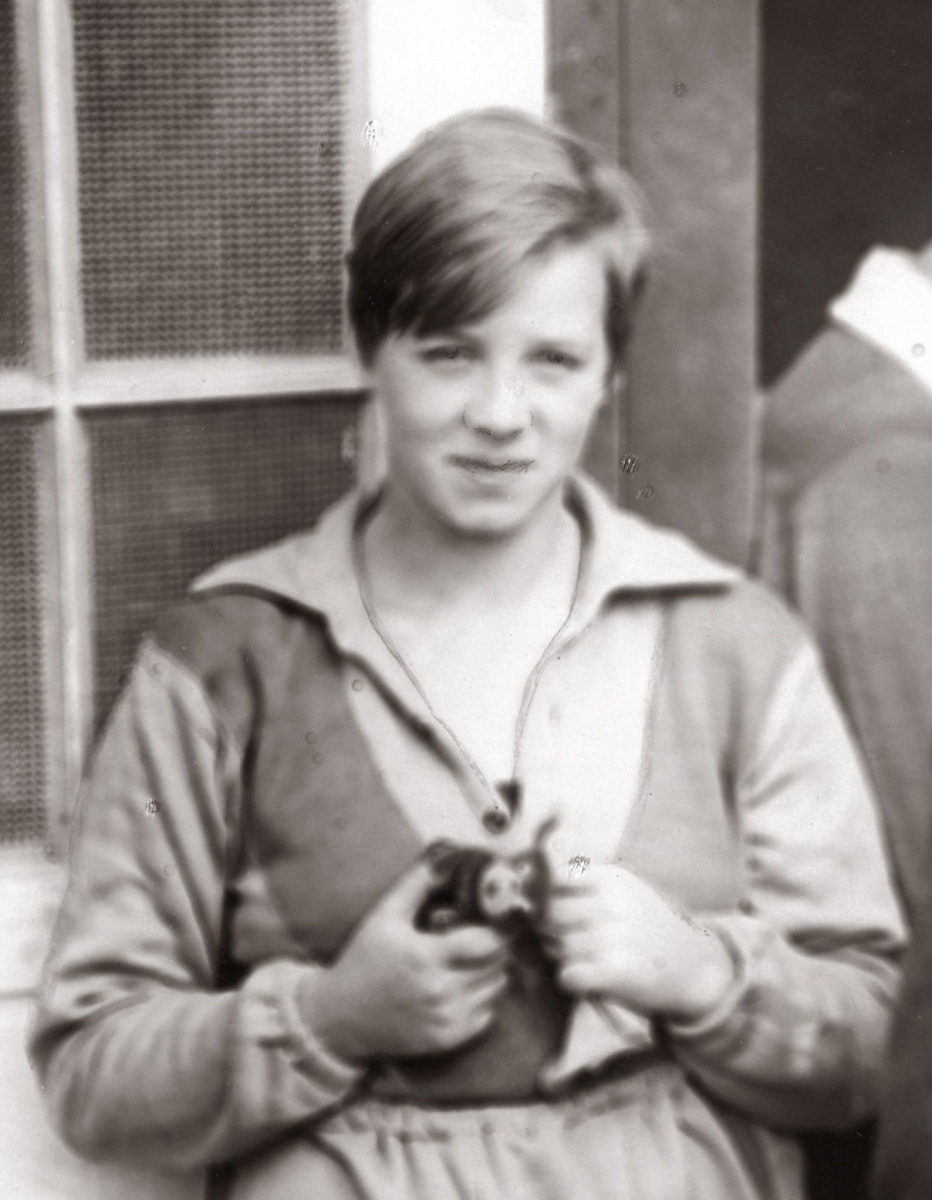
Marie Braun
(1911–1982)

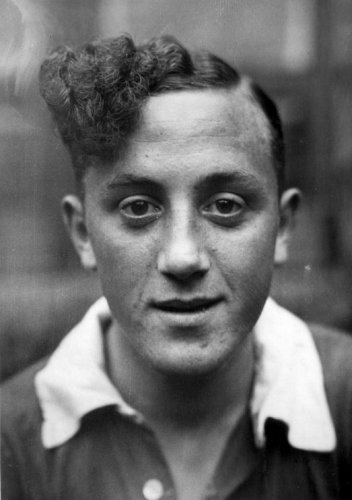
Leen Vente
(1911–1989)

- Antonia Brico (1902–1989), US-amerikanische Dirigentin
- Dirk Brouwer (1902–1966), niederländisch-US-amerikanischer Astronom
- Johannes Brinkman (1902–1949), Architekt
- Klaas Aldert Hendrik Hidding (1902–1986), reformierter Theologe und Kirchenhistoriker
- Meindert Niemeijer (1902–1987), Schachkomponist, Mäzen und Sammler von Schachliteratur
- Frits Bakker Schut (1903–1966), Bauingenieur
- Anthoon Johan Koejemans (1903–1982), Journalist, Schriftsteller, Politiker und Friedensaktivist
- Jaap Callenbach (1904–1975), Pianist und Musikpädagoge
- Puck van Heel (1904–1984), Fußballspieler
- Eddie Hertzberger (1904–1993), Unternehmer und Autorennfahrer
- Willem de Kooning (1904–1997), US-amerikanischer Maler
- Hein van Suylekom (1904–1982), Ruderer
- Willy van Zwieteren (1904–1983), Fußballspieler
- Jaap Barendregt (1905–1952), Fußballspieler
- Gerard Helders (1905–2013), Politiker
- George Stam (1905–1995), Organist, Komponist und Musikpädagoge
- Jan Pieter Bakker (1906–1969), Geomorphologe
- Corrie Hartong (1906–1991), Tänzerin und Choreografin
- Simon Jan van Ooststroom (1906–1982), Botaniker
- Jan Coenraad Kamerbeek (1907–1998), Klassischer Philologe und Professor
- Bep van Klaveren (1907–1992), Boxer
- Huig Maaskant (1907–1977), Architekt
- Marie Baron (1908–1948), Schwimmerin
- Joost de Blank (1908–1968), anglikanischer Theologe, Erzbischof von Kapstadt
- Leen Sanders (1908–1992), Boxer
- Hilda van Stockum (1908–2006), Kinderbuchautorin sowie Malerin und Buchillustratorin
- Wilhelmina den Turk (1908–1937), Schwimmerin
- Wim Lagendaal (1909–1987), Fußballspieler
- Carel Polak (1909–1981), Jurist, Hochschullehrer, Politiker und Minister
- Dick Elffers (1910–1990), Künstler

#### 1911 bis 1920
- Marie Braun (1911–1982), Schwimmerin
- Joseph Luns (1911–2002), Politiker, Diplomat, Außenminister sowie NATO-Generalsekretär
- Geert Ruygers (1911–1970), Politiker und Journalist
- Leen Vente (1911–1989), Fußballspieler
- Dick Willebrandts (1911–1970), Jazz- und Unterhaltungsmusiker
- Mirin Dajo (1912–1948), Künstler
- Phiny Dick (1912–1990), Zeichnerin und Kinderbuchautorin
- Leo Fuld (1912–1997), niederländisch-amerikanischer Sänger
- Martinus Lambillion (1912–1994), Boxer
- Charles van Rooy (1912–1996), Politiker
- Cornelis Soeteman (1912–2005), Germanist
- Marten Toonder (1912–2005), Comiczeichner
- Adolf Emile Cohen (1913–2004), Historiker
- Atie Siegenbeek van Heukelom (1913–2002), Illustratorin, Autorin
- Willem den Boer (1914–1993), Althistoriker, Hochschullehrer
- Daan Kagchelland (1914–1998), Segler
- Atie Visser (1914–2014), Widerstandskämpferin
- Frits Böttcher (1915–2008), Wissenschaftler
- Hens Dekkers (1915–1966), Boxer
- Bernardine de Neeve (1915–1996), Illustratorin und Kunsthistorikerin
- Manus Vrauwdeunt (1915–1982), Fußballspieler
- Sylvia Corstanje (1916–nach 1999), Malerin
- Tin Dekkers (1916–2005), Boxer
- Jan Gommers (1916–2002), Radrennfahrer
- Bob de Lange (1916–1978), Theater- und Filmschauspieler
- Bep Turksma (1917–1987), Person im niederländischen Widerstand
- André Donner (1918–1992), Rechtsgelehrter
- Adriaan Kortlandt (1918–2009), Verhaltensforscher
- Willy den Ouden (1918–1997), Schwimmerin
- Louis Perridon (1918–2015), Wirtschaftswissenschaftler
- Hendrika Mastenbroek (1919–2003), Schwimmerin
- Johfra Bosschart (1919–1998), Maler und Grafiker
- Cor Kint (1920–2002), Schwimmerin
- Nicolaas Kuiper (1920–1994), Mathematiker
- Nida Senff (1920–1995), Schwimmerin
- Betje Wery (1920–2006), Kollaboratorin und „Judenjägerin“

#### 1921 bis 1930

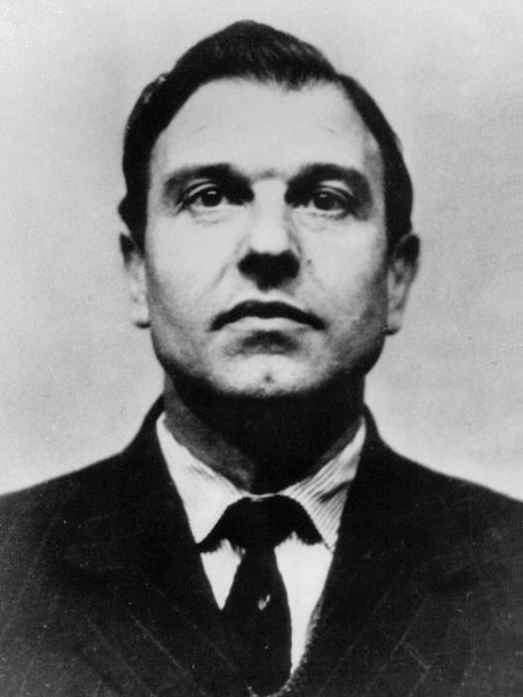
George Blake
(1922–2020)

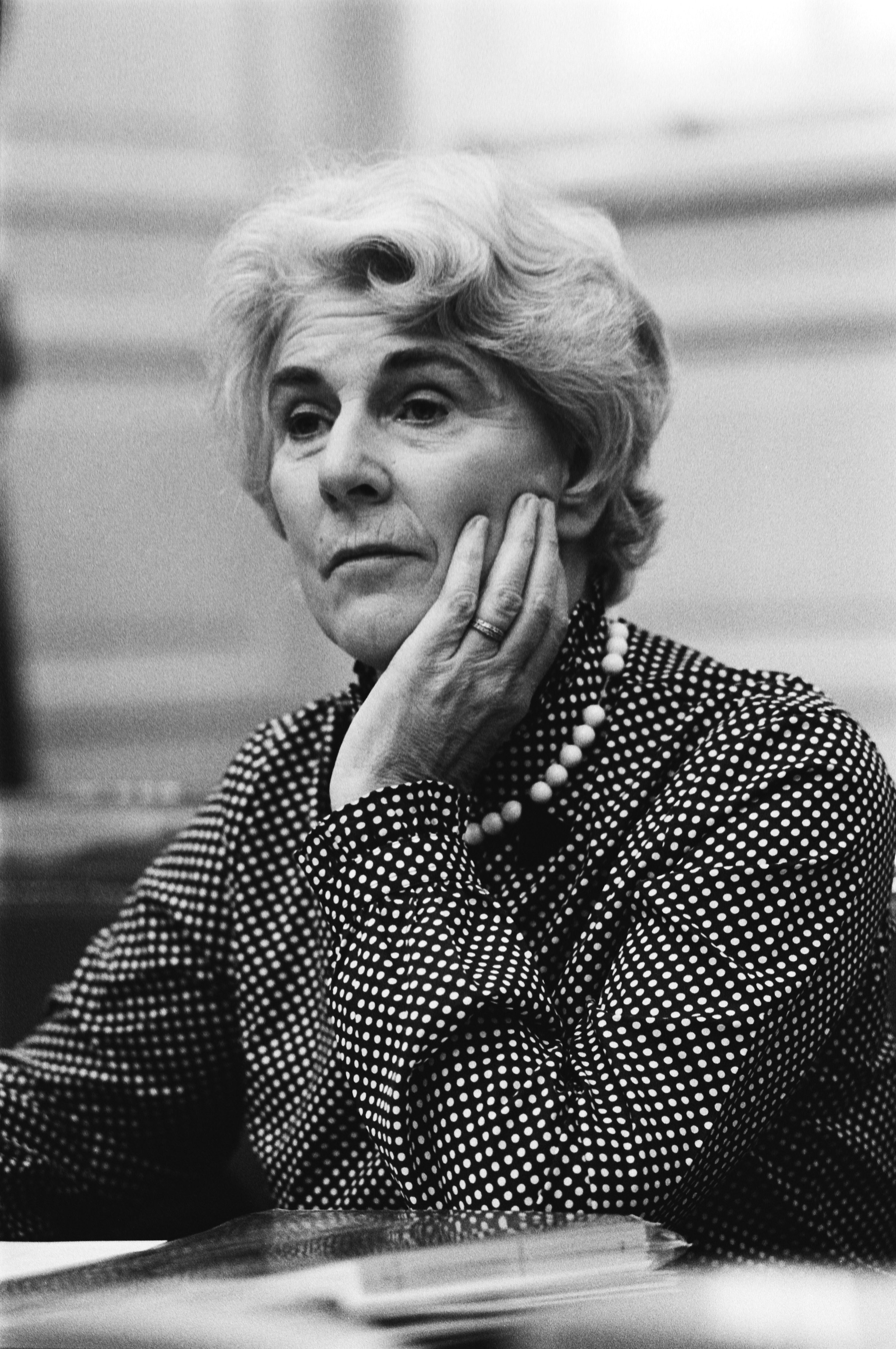
Til Gardeniers-Berendsen
(1925–2019)

- Bram Appel (1921–1997), Fußballspieler und -trainer
- Everardus Antonius M. Baaij (1921–2012), Altbischof von Aliwal
- Anton D. Leeman (1921–2010), Altphilologe
- Norbert Schmelzer (1921–2008), Politiker
- George Blake (1922–2020), britischer Geheimagent
- Jan Everse senior (1922–1974), Fußballspieler
- Antonius H. Gunneweg (1922–1990), protestantischer Theologe
- Bernard Huijbers (1922–2003), Komponist, Kirchenmusiker und Priester und Jesuit
- Bill Minco (1922–2006), Widerstandskämpfer und Kommunalpolitiker
- Toon van Vliet (1922–1975), Jazz-Saxophonist
- Thea Beckman (1923–2004), Schriftstellerin
- Gerda van der Kade-Koudijs (1923–2015), Leichtathletin
- Lien Kuijper (1923–1943), jüdische Widerstandskämpferin
- Tonny Nüsser (1923–2016), Jazzmusiker
- Faas Wilkes (1923–2006), Fußballspieler
- Herman Bianchi (1924–2015), Rechtswissenschaftler und Kriminologe sowie Mystiker
- Jan Emmens (1924–1971), Kunsthistoriker
- Rita Reys (1924–2013), Jazz-Sängerin
- August Paul Brenninkmeijer (1925–2011), niederländisch-deutscher Unternehmer und Mäzen
- Til Gardeniers-Berendsen (1925–2019), Politikerin
- Henk Mostert (1925–2002), Präsident des Weltfernschachbundes ICCF
- Aad Bak (1926–2009), Fußballspieler
- Cornelis van Rietschoten (1926–2013), Geschäftsmann und Segler
- Henk Hofland (1927–2016), Journalist
- Koos Andriessen (1928–2019), Wirtschaftswissenschaftler, Hochschullehrer und Politiker
- Joop Bergsma (1928–2011), katholischer Geistlicher
- Cornelis van der Elst (1928–2021), Eisschnellläufer
- Ludwig Gerstein (1928–1994), Bergwerksdirektor und Politiker
- Piet Steenbergen (1928–2010), Fußballspieler
- Edsger W. Dijkstra (1930–2002), Informatiker
- Isaac Lipschits (1930–2008), Historiker, Politologe und Holocaustüberlebender
- Tjerk Westerterp (1930–2023), Politiker

#### 1931 bis 1940

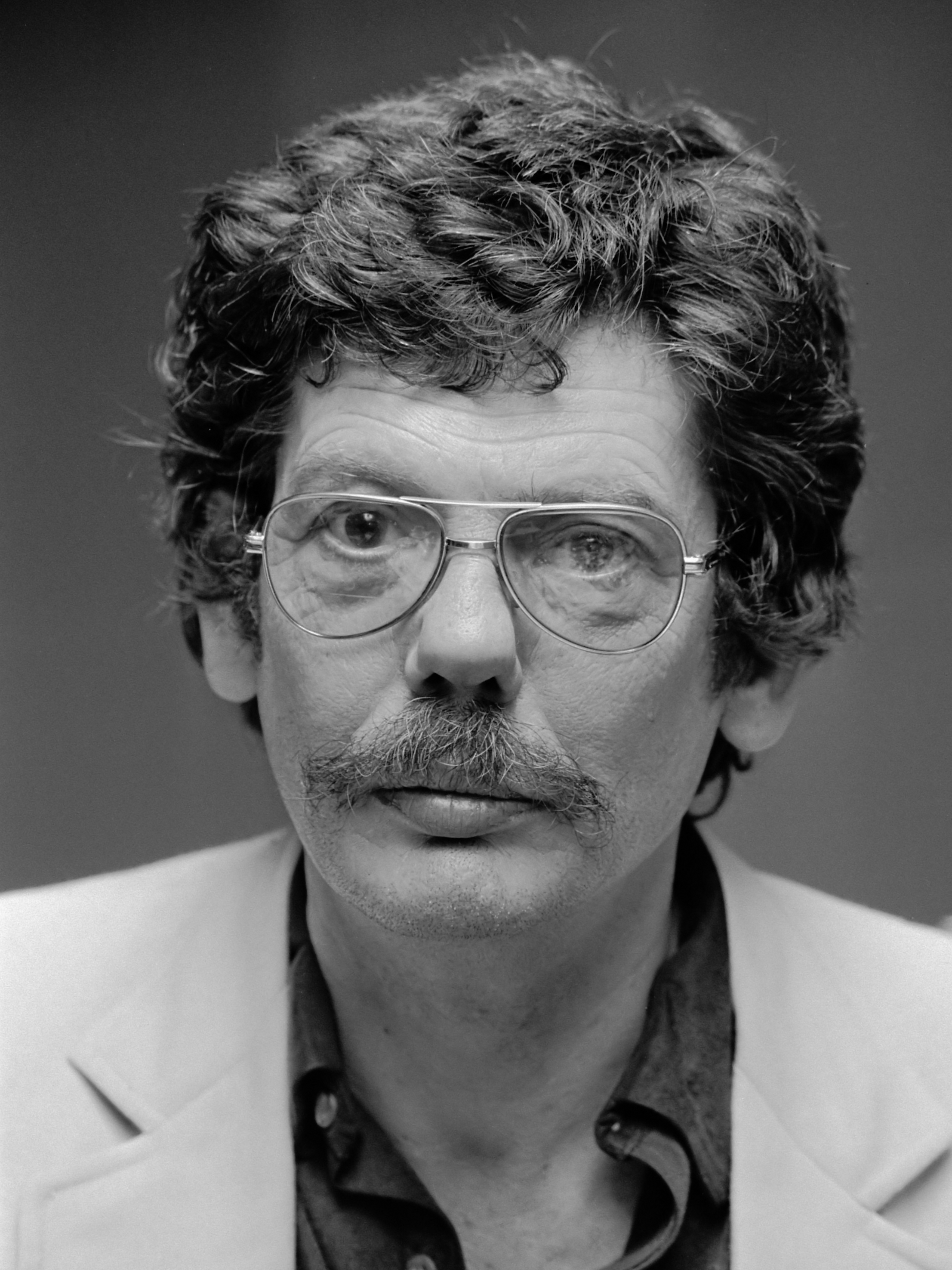
Janwillem van de Wetering
(1931–2008)

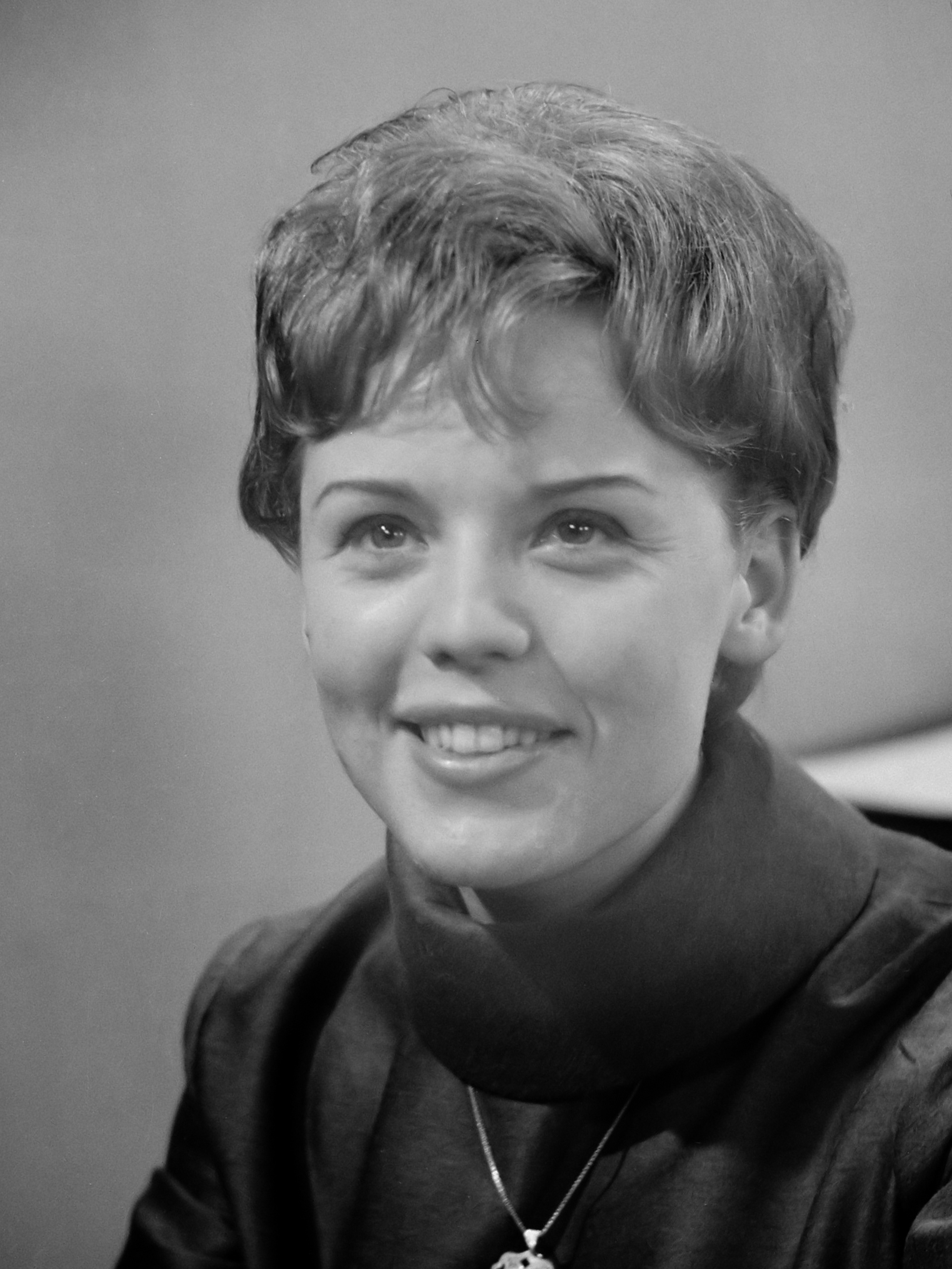
Greetje Kauffeld
(* 1939)

- Kees van Dijk (1931–2008), Politiker
- Janwillem van de Wetering (1931–2008), Schriftsteller
- Jacobus Theodorus Wiebes (1931–1999), Entomologe und Evolutionsbiologe
- Hans Boskamp (1932–2011), Fußballspieler und Schauspieler
- Bram van Erkel (* 1932), Fernsehregisseur
- Ria van der Horst (* 1932), Schwimmerin
- Piet Noordijk (1932–2011), Altsaxophonist
- Henk Schouten (1932–2018), Fußballspieler
- Elly Ameling (* 1933), Sopranistin
- Gerard Endenburg (1933–2025), Unternehmer und Autor
- Hans van der Hoek (1933–2017), Fußballspieler
- Jan Kruis (1933–2017), Comiczeichner und -texter
- Ger van Roon (1933–2014), Historiker
- Klaas Gubbels (* 1934), Maler, Fotograf und Bildhauer
- Jack Sewing (* 1934), Jazzmusiker
- Peter van Walsum (1934–2019), Diplomat
- Jan van Vlijmen (1935–2004), Komponist
- Piet Bosman (1936–2014), Fußballschiedsrichter
- Tinus Bosselaar (1936–2018), Fußballspieler
- Karel Eykman (1936–2022), Kinder- und Jugendbuch- sowie Drehbuchautor
- Daan van Golden (1936–2017), Maler und Grafiker
- Cornelis Koch (1936–2021), Leichtathlet
- Koos Serierse (1936–2017), Jazzmusiker
- Robert Wolders (1936–2018), Schauspieler
- Laurens de Haan (* 1937), Mathematischer, Statistiker und Hochschullehrer
- Coen Moulijn (1937–2011), Fußballspieler
- Jan van Bemmel (* 1938), Pionier der Medizinischen Informatik
- Bart Berman (* 1938), niederländisch-israelischer Pianist
- Greetje Kauffeld (* 1939), Schlager- und Jazz-Sängerin
- Martin Lodewijk (* 1939), Comic- und Reklamezeichner sowie Comicautor
- Ruud Lubbers (1939–2018), Politiker und Ökonom
- Cor Veldhoen (1939–2005), Fußballspieler
- Willem Haenraets (* 1940), Künstler
- Theo Kars (1940–2015), Schriftsteller, Essayist und Übersetzer
- André van Middelkoop (* 1940), Radrennfahrer

#### 1941 bis 1950

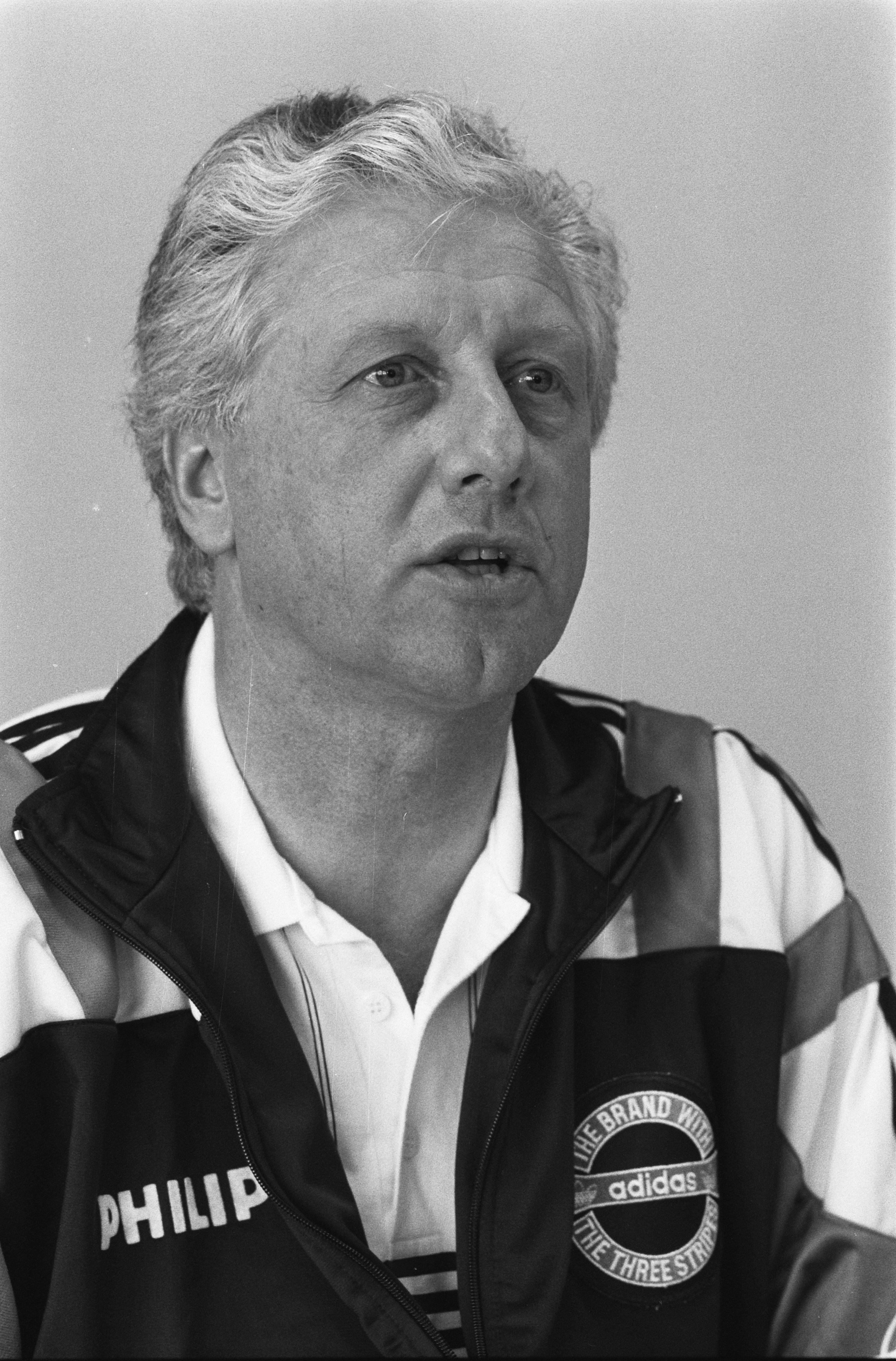
Thijs Libregts
(* 1941)

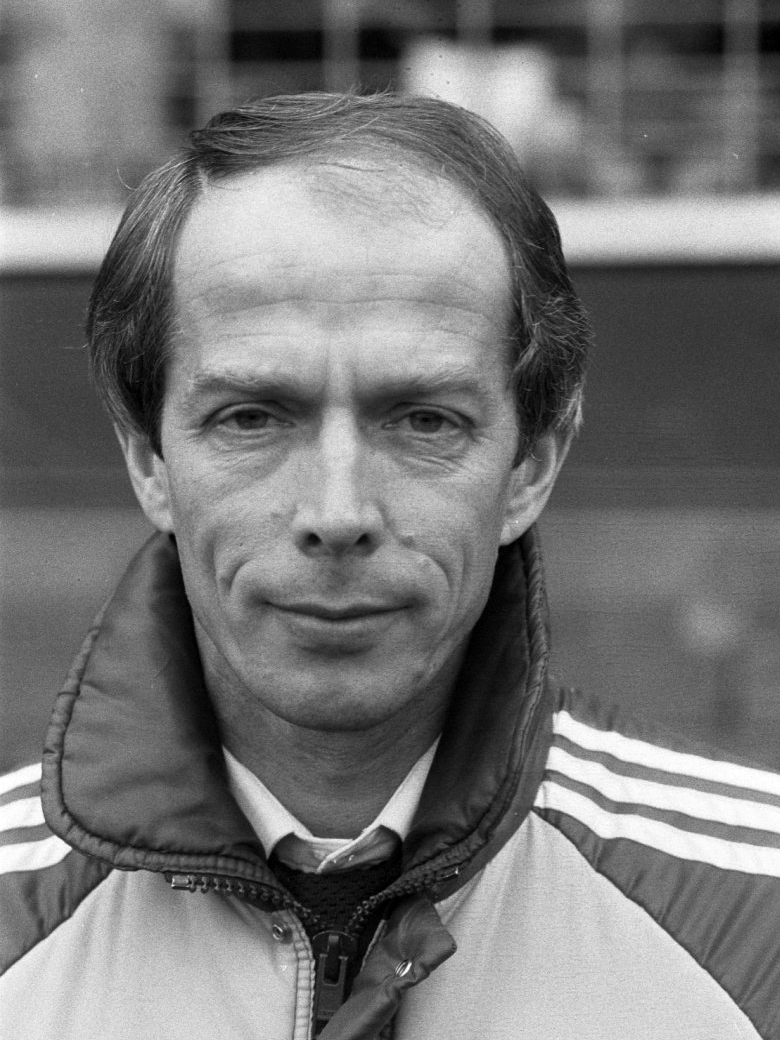
Rob Baan
(* 1943)

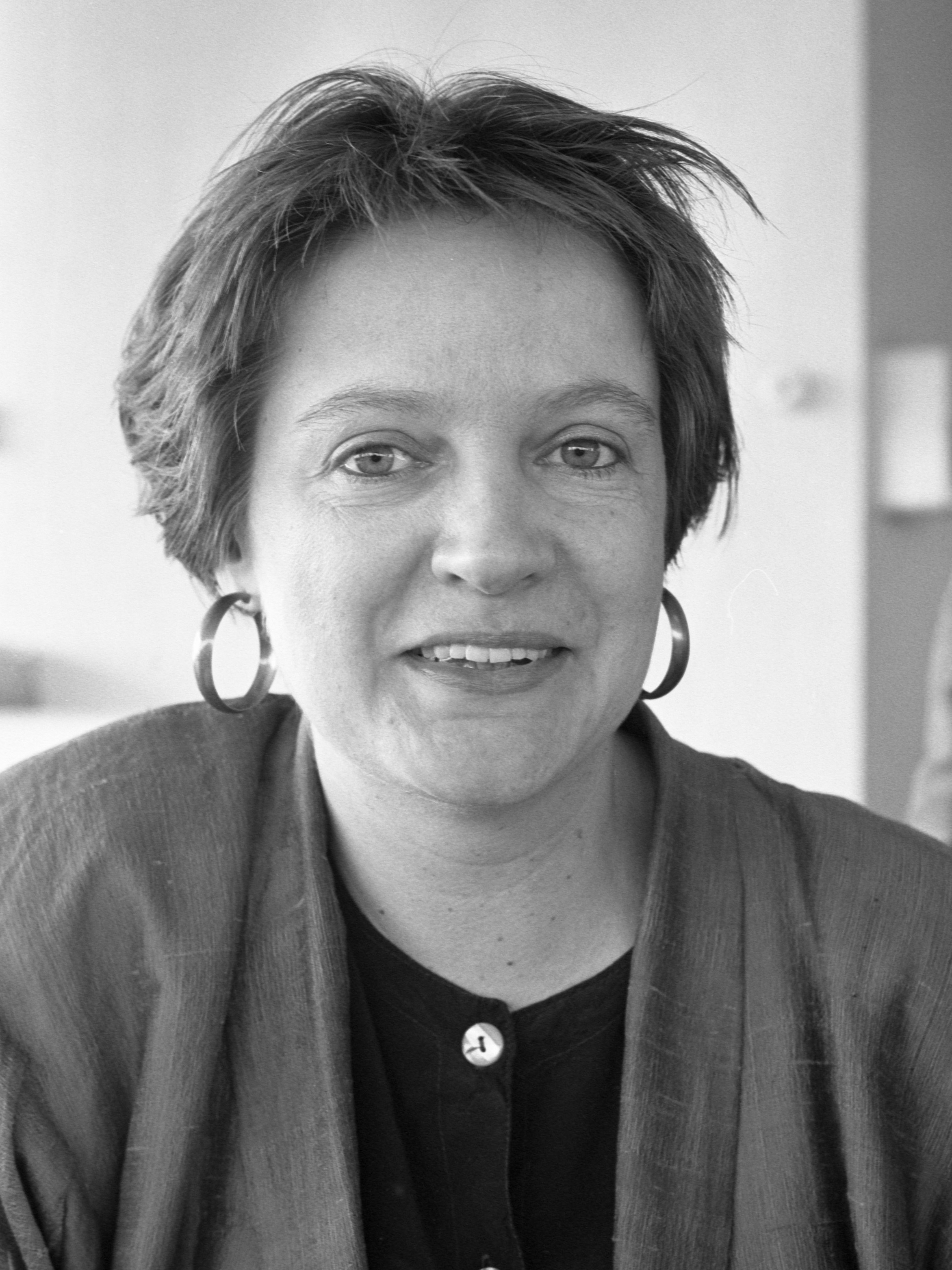
Karin Adelmund
(1949–2005)

- Ab Fafié (1941–2012), Fußballspieler und -trainer
- Rob Franken (1941–1983), Jazzpianist, Keyboarder und Organist
- Grit van Hoog (* 1941), Jazz- und Schlagersängerin
- Neelie Kroes (* 1941), Politikerin, EU-Kommissarin
- Thijs Libregts (* 1941), Fußballspieler und -trainer
- Karel van Wolferen (* 1941), Journalist, Publizist und Hochschullehrer
- Leo Beenhakker (1942–2025), Fußballtrainer
- Betty Heukels (* 1942), Schwimmerin
- Rob Baan (* 1943), Fußballtrainer
- Pim Doesburg (1943–2020), Fußballspieler
- Matthijs van den Adel (* 1944), Bankmanager
- Marianne Heemskerk (* 1944), Schwimmerin
- Rem Koolhaas (* 1944), Architekt
- Ivo Opstelten (* 1944), Politiker
- Pleun Strik (1944–2022), Fußballspieler
- Pieter Feith (* 1945), Diplomat
- Betty Stöve (* 1945), Tennisspielerin
- Hanny Alders (1946–2010), Schriftstellerin und Bestsellerautorin
- Martin van Creveld (* 1946), israelischer Militärhistoriker und -theoretiker
- Evert Dolman (1946–1993), Radrennfahrer
- Kees A. Schouhamer Immink (* 1946), Ingenieur und Miterfinder der Compact Disc, DVD und Blu-Ray-Disk
- Wim Jansen (1946–2022), Fußballspieler
- Eddy Ouwens (* 1946), Produzent und Songwriter
- Kick van der Vall (* 1946), Fußballspieler
- Marinus van Aalst (* 1947), Bildhauer, Objekt- und Installationskünstler
- André van Duin (* 1947), Komiker, Schauspieler und Sänger
- Robert Holl (* 1947), Opern-, Konzert- und Liedersänger, Komponist und Gesangspädagoge
- Wim Koopman (* 1947), Radrennfahrer
- Jaap ter Linden (* 1947), Cellist, Gambist und Dirigent
- Hans Ooft (* 1947), Fußballspieler und -trainer
- Johan Boskamp (* 1948), Fußballspieler und -trainer
- Walter Crommelin (* 1948), Schauspieler
- Karin Adelmund (1949–2005), Politikerin
- Rudolf van den Berg (1949–2025), Regisseur und Drehbuchautor
- Rinus Langkruis (* 1950), Radrennfahrer
- Jacques van Oortmerssen (1950–2015), Pianist, Organist, Dirigent und Komponist

#### 1951 bis 1960
- Jos van der Kooy (* 1951), Organist

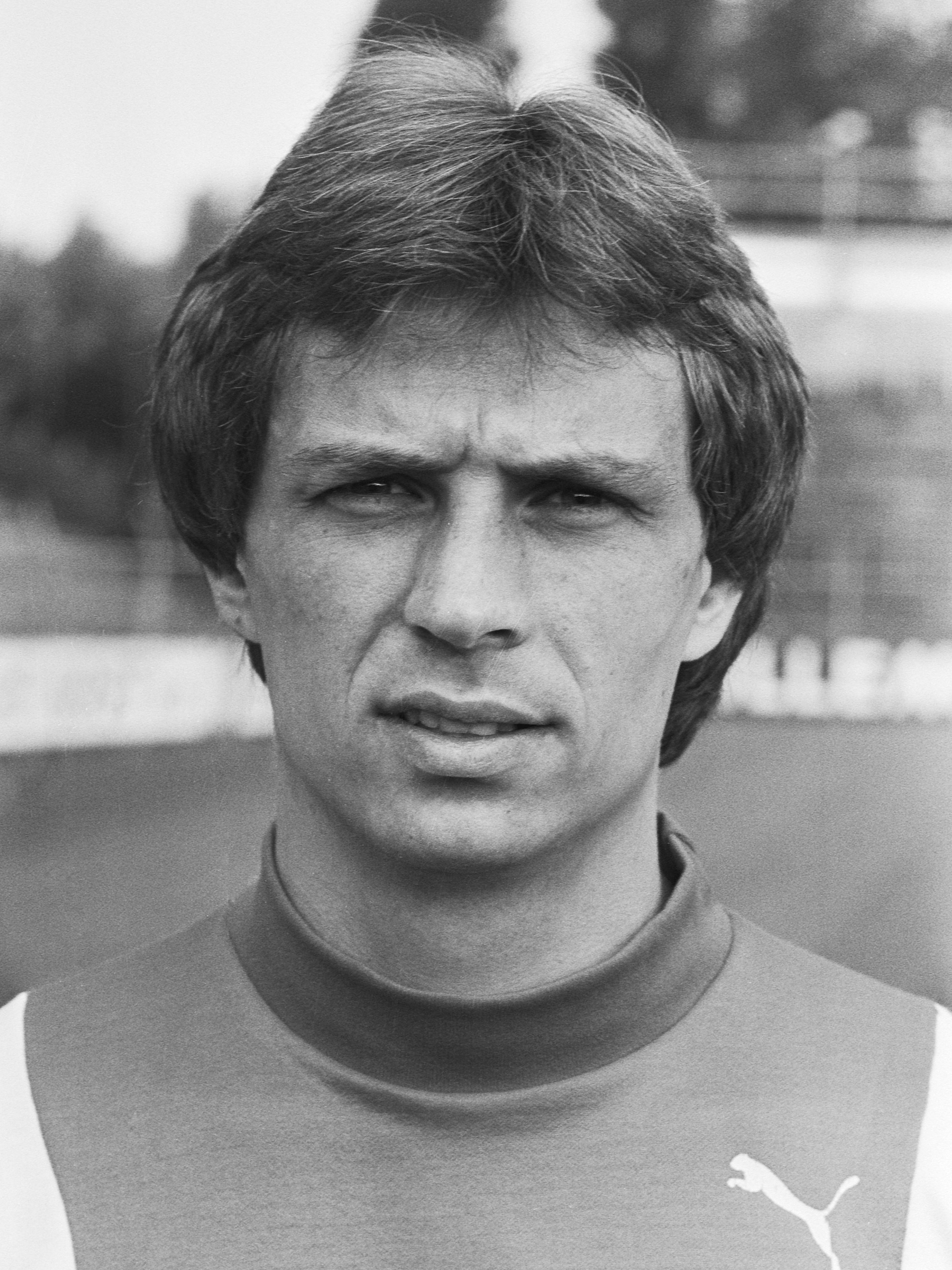
Jan Everse junior
(* 1954)

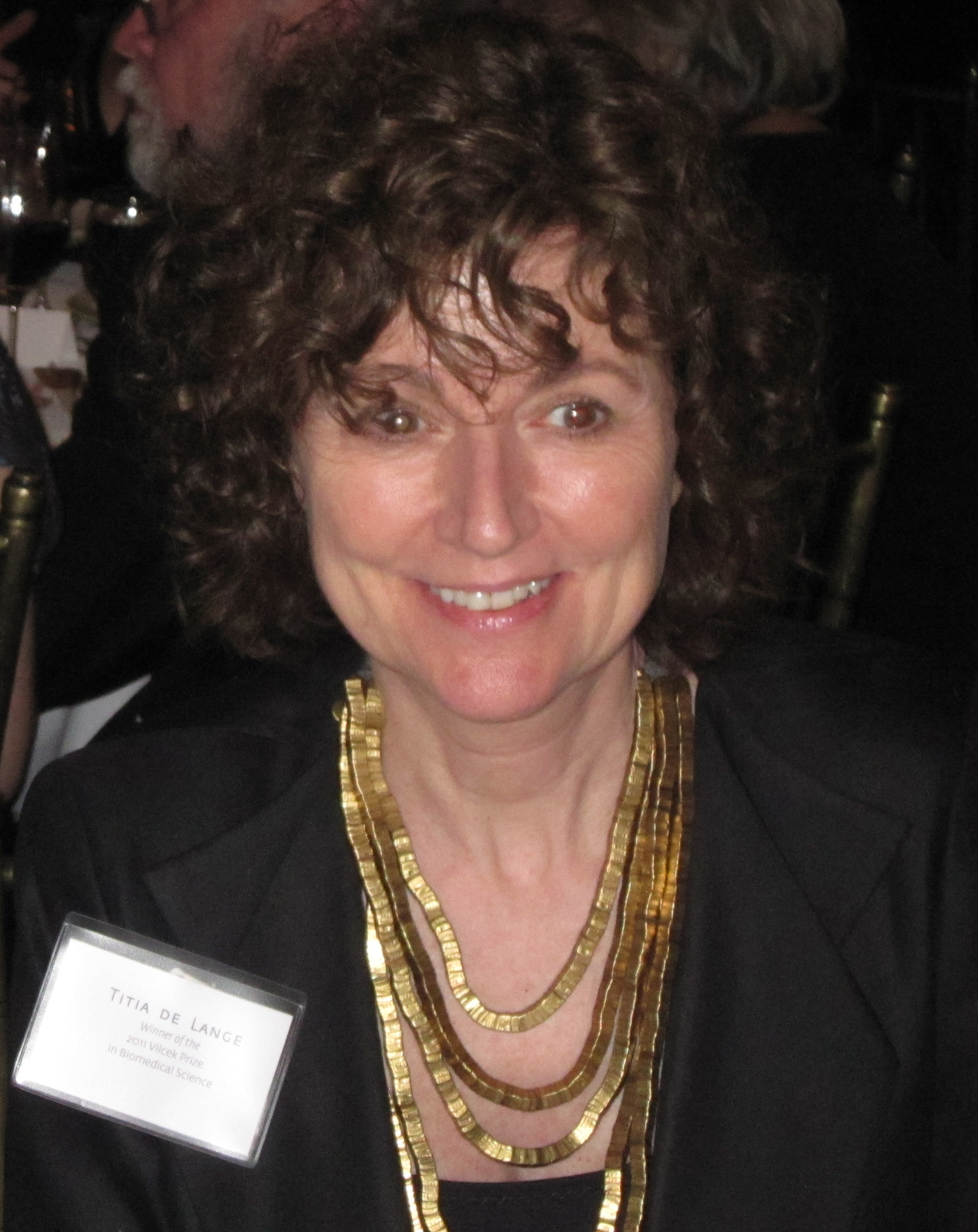
Titia de Lange
(* 1955)

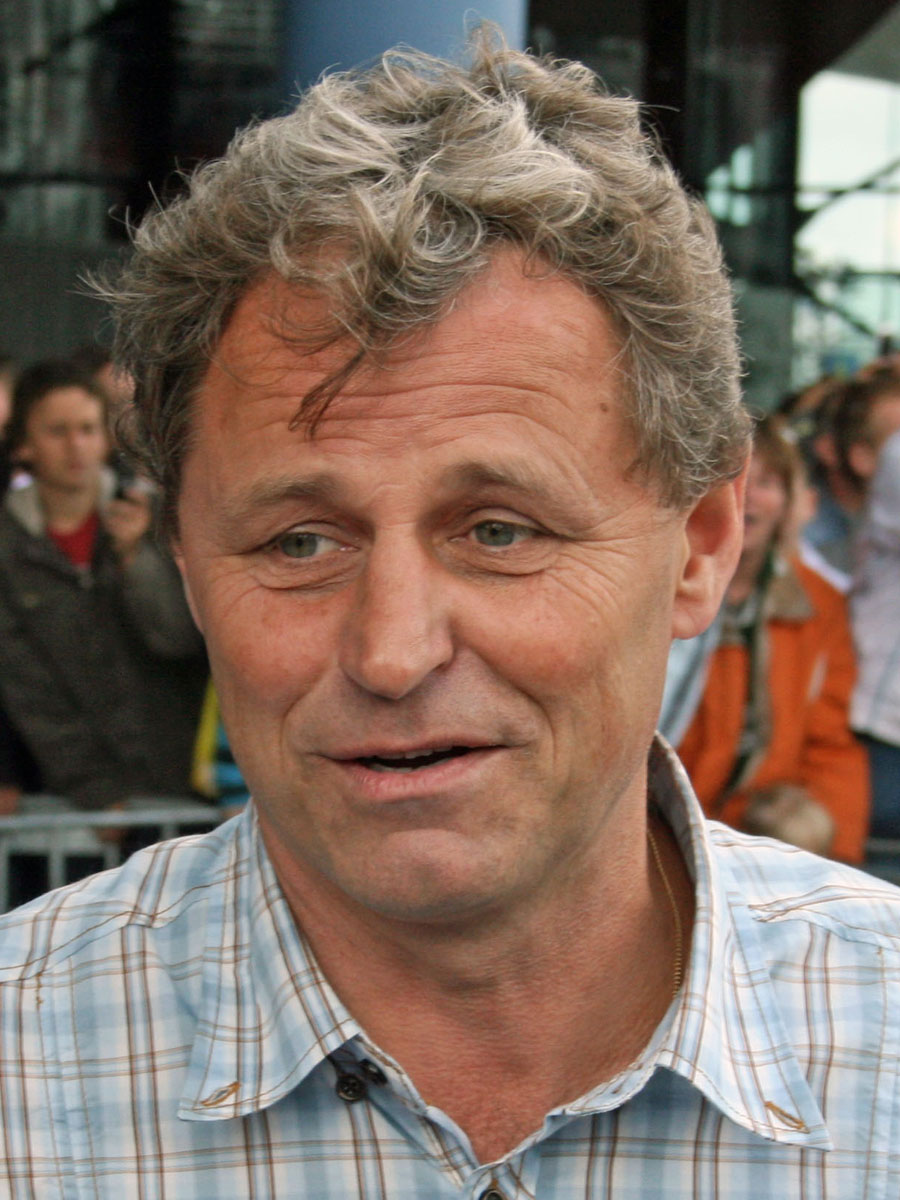
Peter Houtman
(* 1957)

- Frans Lanting (* 1951), niederländisch-US-amerikanischer Naturfotograf
- Albertine van Vliet-Kuiper (* 1951), Politikerin
- Martin Rietveld (* 1952), Radrennfahrer
- Ron Steens (1952–2024), Hockeyspieler
- Monica Barendrecht (* 1953), deutsche Übersetzerin
- Jan Everse junior (* 1954), Fußballspieler und -trainer
- Titia de Lange (* 1955), Zellbiologin und Genetikerin, Hochschullehrerin
- Tim Steens (* 1955), Hockeyspieler
- Bennie Wijnstekers (* 1955), Fußballspieler
- Louis Bontes (* 1956), Politiker und Polizist
- Martin van Rijn (* 1956), Politiker (PvdA)
- Tim Storm (* 1956), kanadischer Ruderer
- Pim Verbeek (1956–2019), Fußballtrainer
- David Hart (* 1957), Unternehmer und Autorennfahrer
- Peter Houtman (* 1957), Fußballspieler
- Paul van Kemenade (* 1957), Saxophonist und Bandleader
- Jan Roelfs (* 1957), Szenenbildner
- Frédérique Spigt (* 1957), Sängerin, Schauspielerin und Malerin
- Jules Bijl (* 1958), Politiker und Diplomat
- Joop Hiele (* 1958), Fußballtorhüter
- Jeroen de Valk (* 1958), Musikjournalist und Jazzautor
- Marianne Vogel (* 1958), Schriftstellerin, Germanistin und Übersetzerin
- Caroline Bos (* 1959), Kunsthistorikerin und Architektin
- Mijke de Jong (* 1959), Filmregisseurin und Drehbuchautorin
- Michiel Schapers (* 1959), Tennisspieler
- Sjaak Troost (* 1959), Fußballspieler
- Hans van Baalen (1960–2021), Politiker
- Marieke van Doorn (* 1960), Hockeyspielerin
- Hans Neleman (* 1960), Maler, Fotograf, Werbegrafiker und Regisseur
- Diederik Wissels (* 1960), Jazz-Pianist

#### 1961 bis 1970

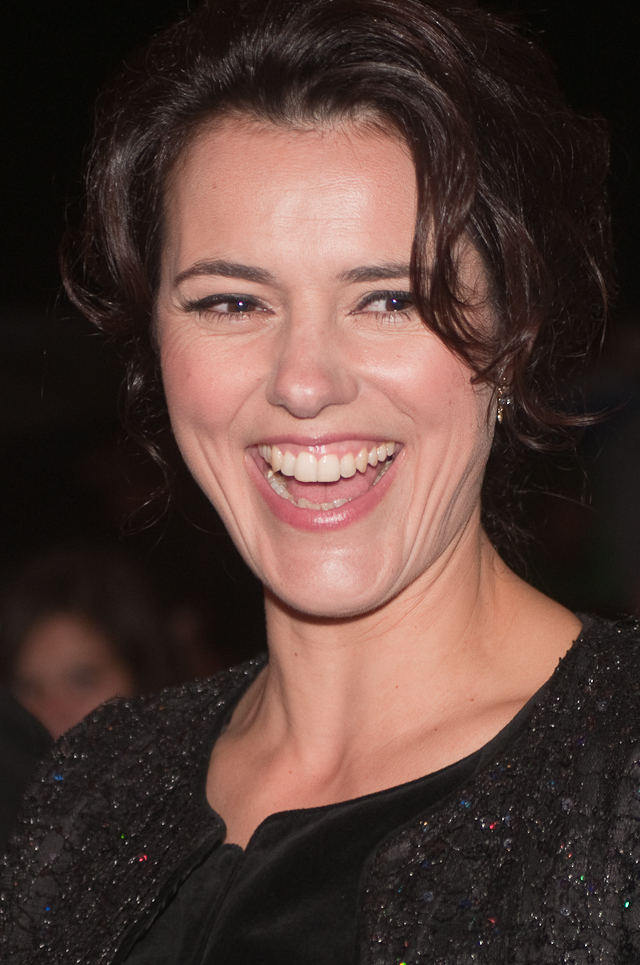
Susan Visser
(* 1965)

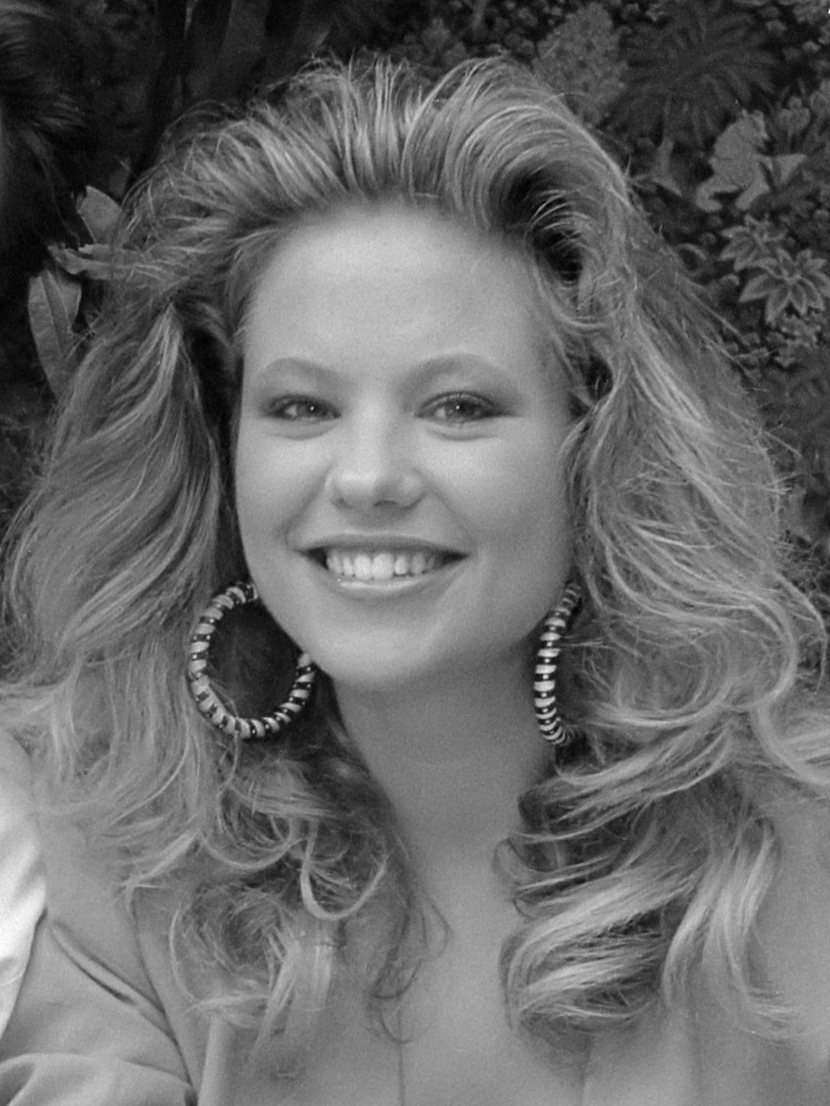
Angela Visser
(* 1966)

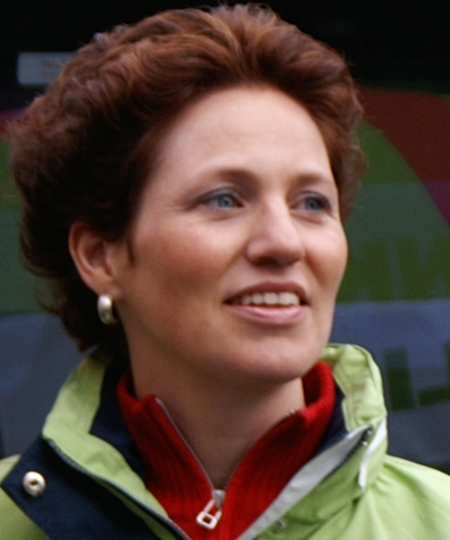
Kathalijne Buitenweg
(* 1970)

- Marja van Bijsterveldt (* 1961), Politikerin
- Henk van Stee (* 1961), Fußballspieler und -trainer
- Marcel de Graaff (* 1962), Politiker
- Paul de Leeuw (* 1962), Moderator, Komiker, Schauspieler und Sänger
- Marcel Serierse (* 1962), Jazz- und Fusionmusiker
- Mario Been (* 1963), Fußballspieler und -trainer
- Erwin van Lambaart (* 1963), Manager und Theater- und Fernsehproduzent
- Frenkie Schinkels (* 1963), niederländisch-österreichischer Fußballspieler und -trainer
- Sonny Silooy (* 1963), Fußballspieler
- Kiki Classen (* 1964), Schauspielerin und Fernsehmoderatorin
- Henk Duut (* 1964), Fußballspieler und -trainer
- Ricardo Moniz (* 1964), Fußballspieler und Fußballtrainer
- Tony Overwater (* 1964), Bassist und Komponist
- Bibi Dumon Tak (* 1964), Kinder- und Jugendbuchautorin
- Francis Hoenselaar (* 1965), Dartspielerin
- Nora Mulder (* 1965), Konzertpianistin und Improvisationsmusikerin
- Mark Röell (* 1965), Politiker (VVD)
- Bert Roest (* 1965), Historiker
- Oskar Slingerland (* 1965), Unternehmer und Autorennfahrer
- Susan Visser (* 1965), Schauspielerin
- Stephan Doering (* 1966), deutscher Psychoanalytiker, Arzt und Universitätsprofessor
- René van Eck (* 1966), Fußballspieler und -trainer
- Patricia Libregts (* 1966), Wasserballspielerin
- Rob Roos (* 1966), Politiker
- Angela Visser (* 1966), Schauspielerin und Schönheitskönigin
- Tonnie Heijnen (* 1967), Behindertensportler im Tischtennis
- Niclas Kindvall (* 1967), schwedischer Fußballspieler
- Andro Knel (1967–1989), Fußballspieler
- Mark Koevermans (* 1968), Tennisspieler
- Nanouk Leopold (* 1968), Filmregisseurin und Drehbuchautorin
- Bart Looije (* 1968), Hockeyspieler
- Koos Maasdijk (* 1968), Ruderer
- Leon van der Torre (* 1968), Informatiker
- Ed Warby (* 1968), Schlagzeuger
- Debora Schoon-Kadijk (* 1969), Beachvolleyballspielerin
- Winston Bogarde (* 1970), Fußballspieler
- Kathalijne Buitenweg (* 1970), Politikerin
- Mischa Kamp (* 1970), Filmregisseurin
- Maxine (* 1970), Sängerin

#### 1971 bis 1980
- Peter van den Berg (* 1971), Fußballspieler
- Jeroen van Dijk (* 1971), Badmintonspieler
- Sanneke van Hassel (* 1971), Schriftstellerin
- Richard Krajicek (* 1971), Tennisspieler

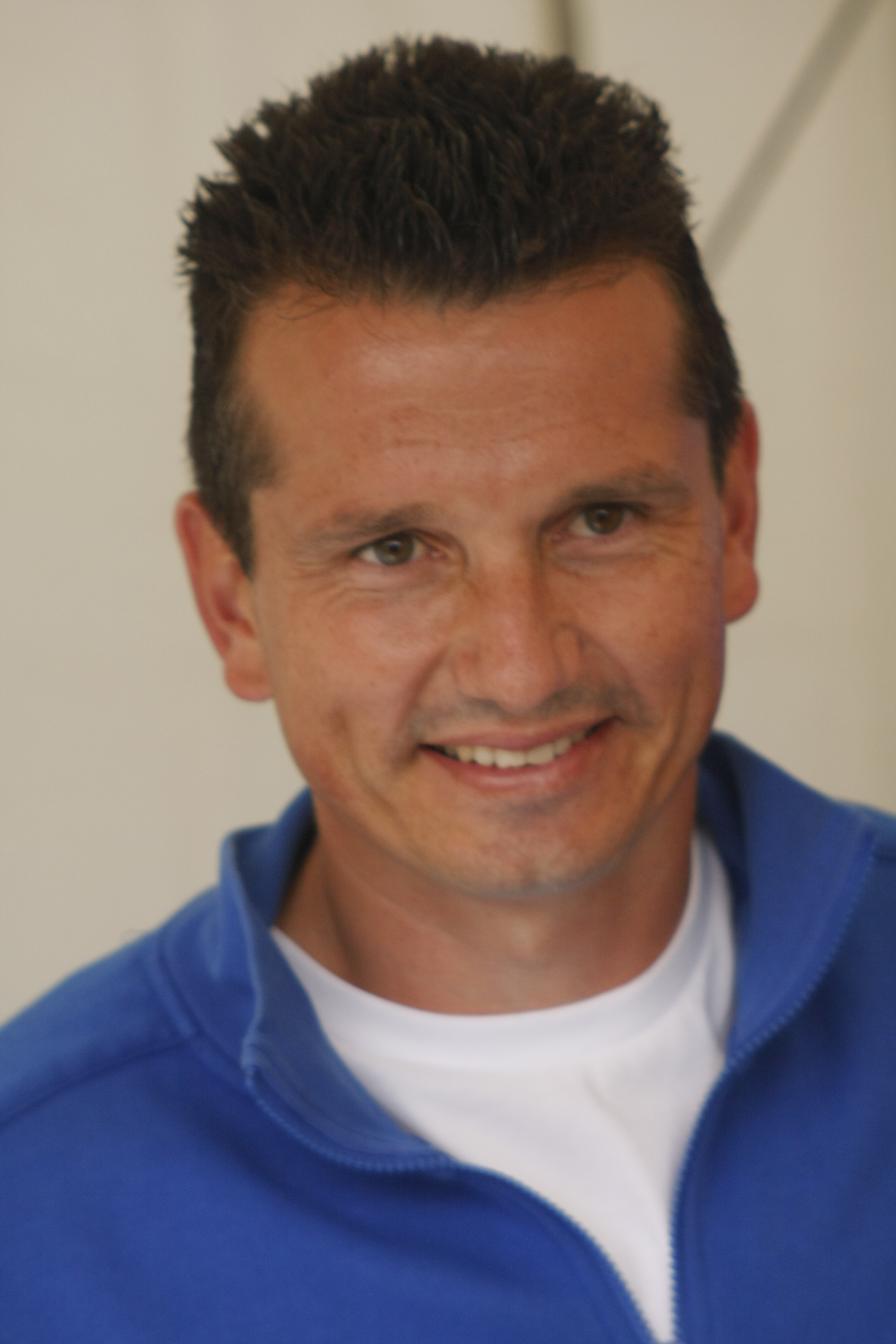
Richard Krajicek
(* 1971)

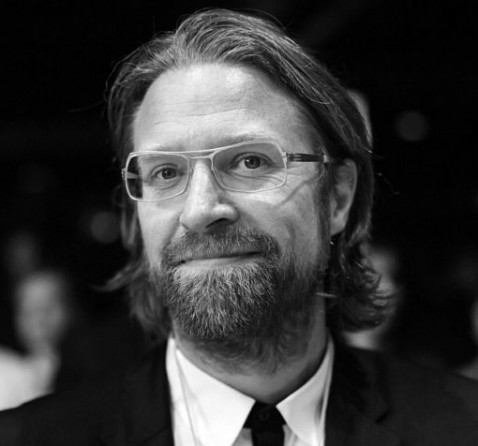
Iepe Rubingh
(1974–2020)

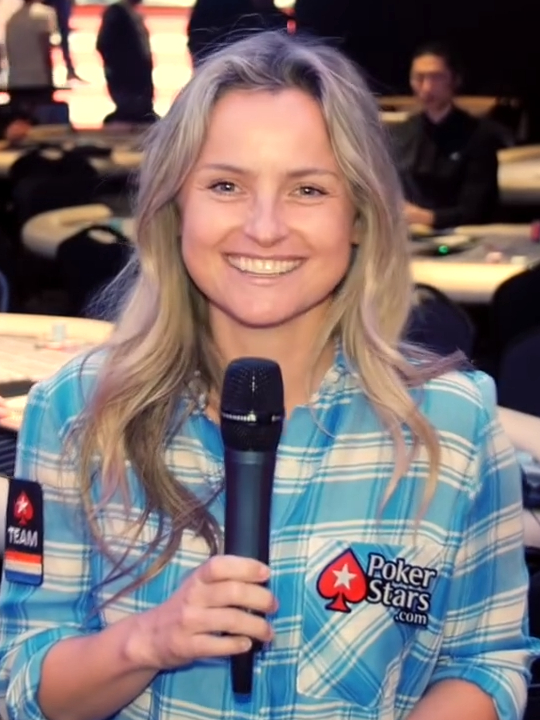
Fatima Moreira de Melo
(* 1978)

- DJ Misjah (* 1971), DJ, Produzent und Labelbetreiber
- Line Kruse (* um 1972), dänische Geigerin
- Eric de Vroedt (* 1972), Regisseur, Autor, Schauspieler und Theaterkünstler
- Frode Andresen (* 1973), norwegischer Biathlet und Skilangläufer
- Kristie Boogert (* 1973), Tennisspielerin
- Ferry Corsten (* 1973), Trance-DJ und -Produzent
- Misja Helsloot (* 1973), Trance-DJ und Musikproduzent
- Eline Jurg (* 1973), Bobfahrerin
- Semmy Schilt (* 1973), Mixed-Martial-Arts-Kämpfer
- Jikkemien Ligteringen (* 1974), bildende Künstlerin
- Manon Masseurs (* 1974), Schwimmerin
- Iepe Rubingh (1974–2020), Aktionskünstler und Erfinder der Kampfsportart Schachboxen
- Giovanni van Bronckhorst (* 1975), Fußballspieler
- Delano Hill (* 1975), Fußballspieler
- Dave de Jong (* 1975), Fußballspieler
- Patrick van Kalken (* 1975), Judoka
- Lilly Becker (* 1976), Model
- Corinne Ellemeet (* 1976), Politikerin
- Francisco Elson (* 1976), Basketballspieler
- Martijn Zuijdweg (* 1976), Schwimmer
- Rembrandt Frerichs (* 1977), Jazzmusiker
- Margriet Matthijsse (* 1977), Seglerin
- Melvin Moti (* 1977), Fotograf und Videokünstler
- Ellery Cairo (* 1978), Fußballspieler
- Kew Jaliens (* 1978), Fußballspieler
- Fatima Moreira de Melo (* 1978), Hockey- und Pokerspielerin
- Robin Nelisse (* 1978), Fußballspieler
- Raemon Sluiter (* 1978), Tennisspieler
- Orlando Engelaar (* 1979), Fußballspieler
- Kizzy (* 1979), Sängerin, Songwriterin, Schauspielerin und Moderatorin
- Jan-Jaap Natte (* 1979), Eishockeyspieler
- Pascal Bosschaart (* 1980), Fußballspieler

#### 1981 bis 1990
- Robert Doornbos (* 1981), Autorennfahrer
- Guillaume Elmont (* 1981), Judoka
- Martin de Jonge (* 1981), Badmintonspieler
- Saïd Boutahar (* 1982), Fußballspieler
- Robert Braber (* 1982), Fußballspieler

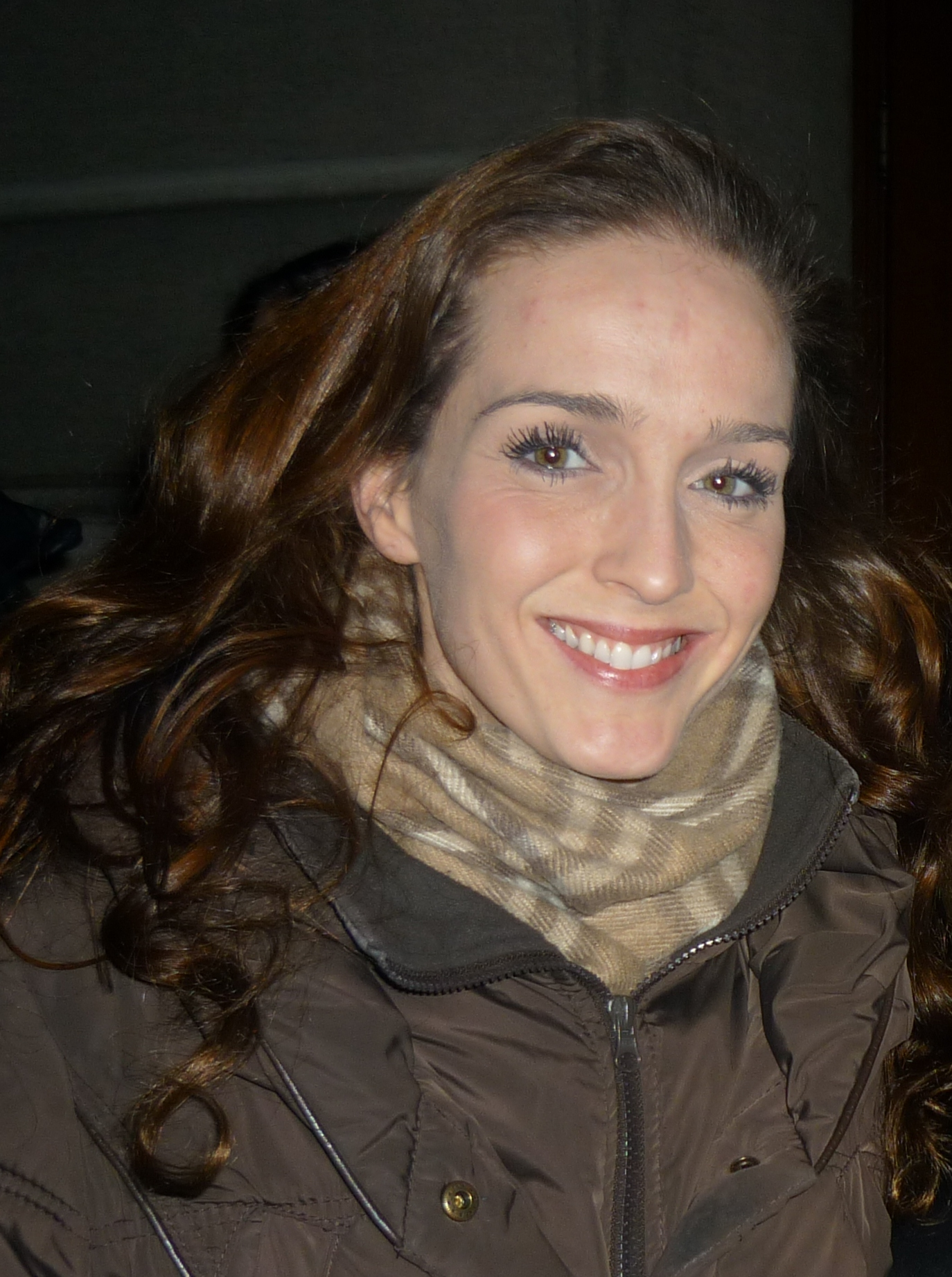
Annemieke van Dam
(* 1982)

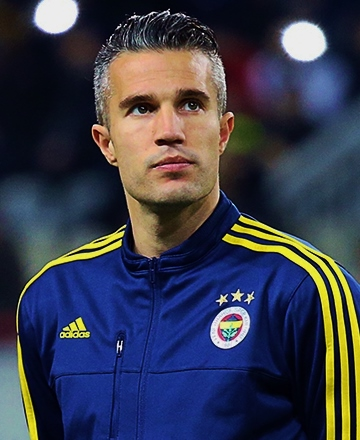
Robin van Persie
(* 1983)

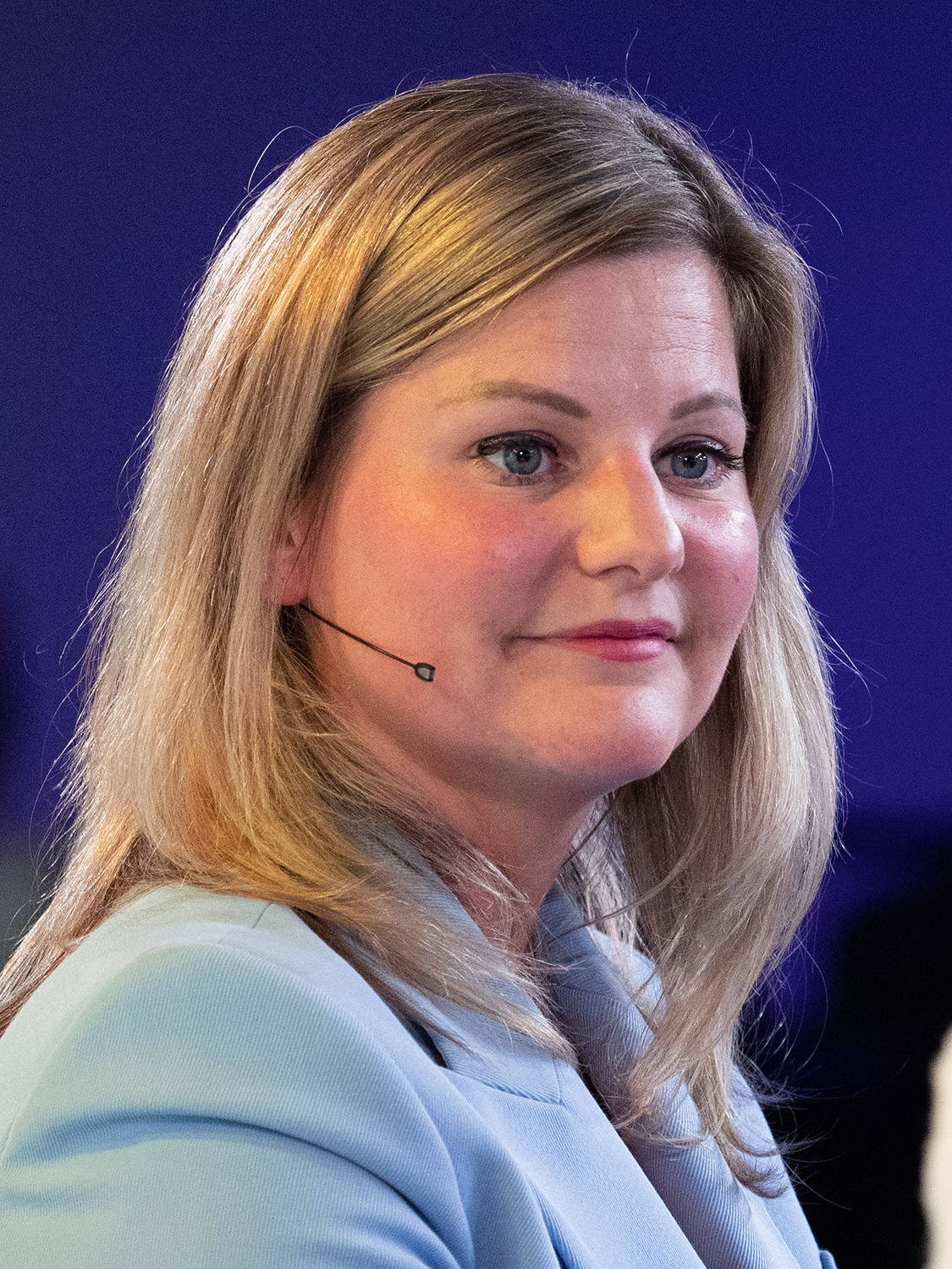
Liesje Schreinemacher
(* 1983)

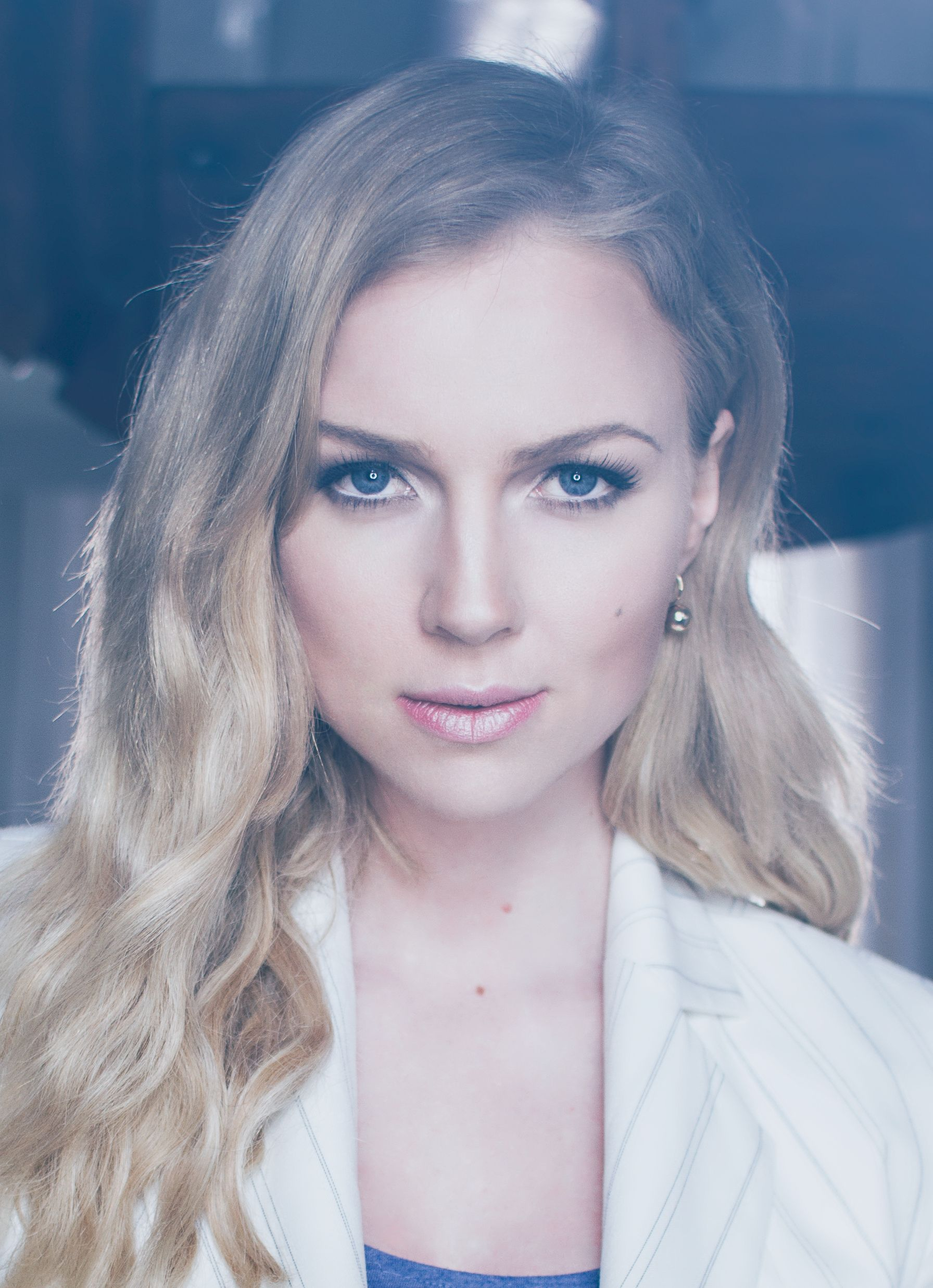
Ancilla van de Leest
(* 1985)

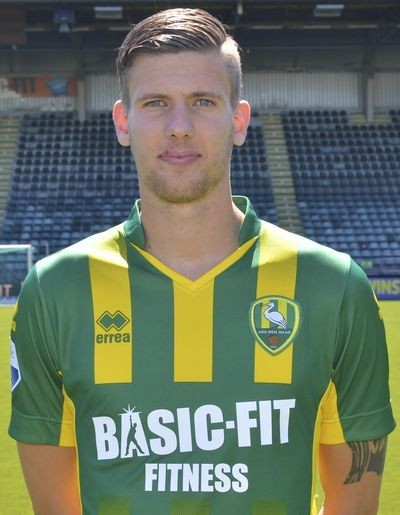
Michiel Kramer
(* 1988)

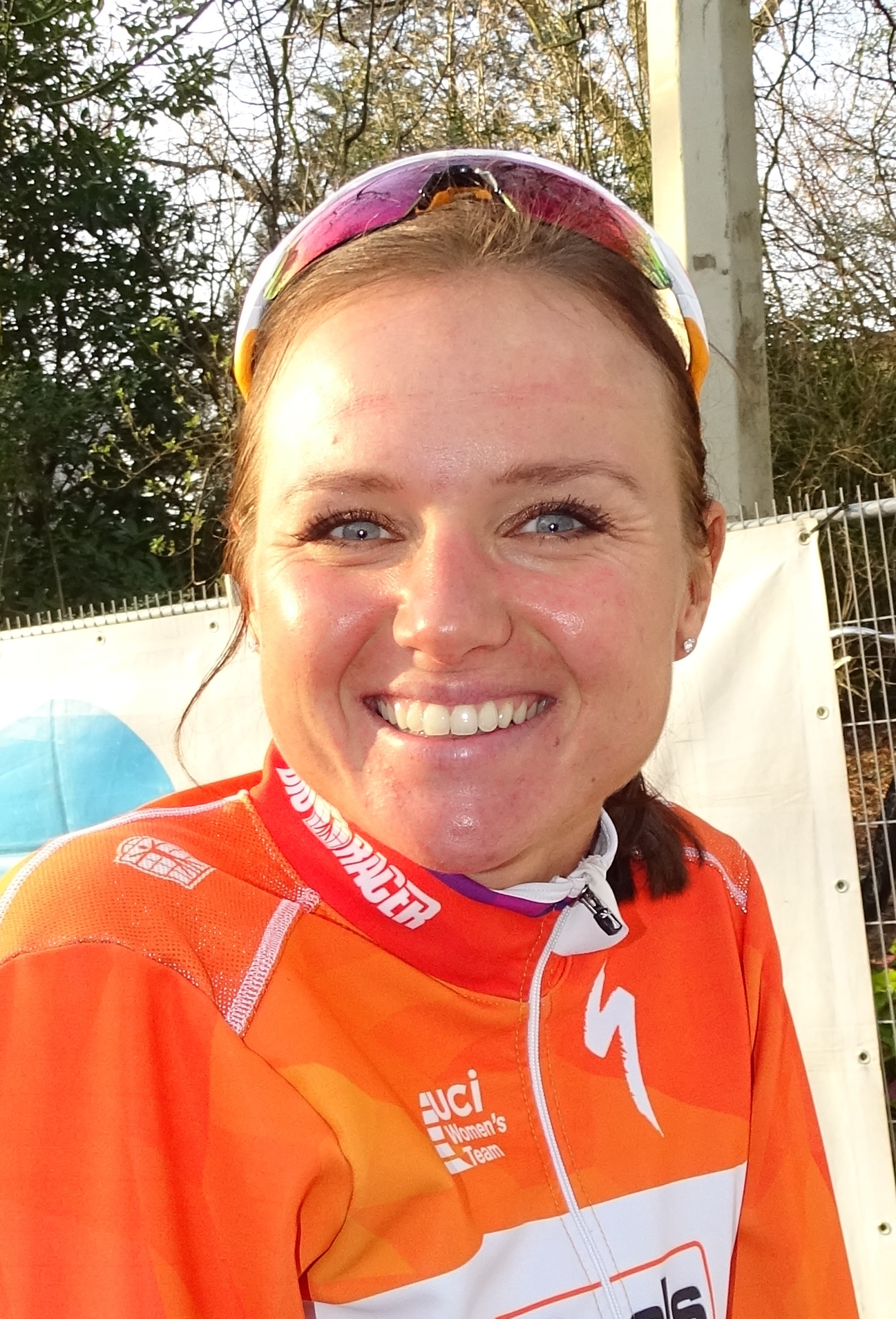
Chantal Blaak
(* 1989)

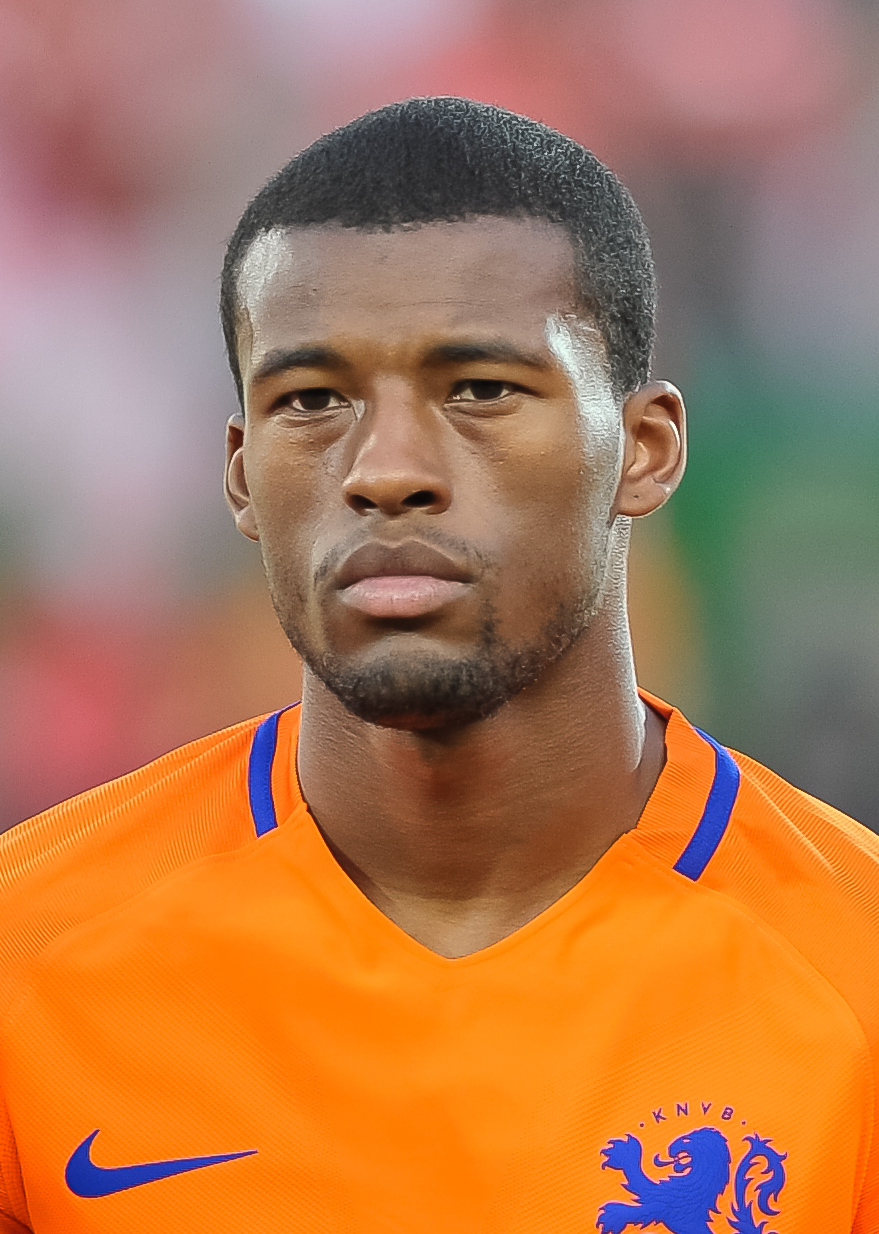
Georginio Wijnaldum
(* 1990)

- Annemieke van Dam (* 1982), Musicaldarstellerin
- David Mendes (* 1982), Fußballspieler
- Elise Schaap (* 1982), Schauspielerin und Sängerin
- Robin van Persie (* 1983), Fußballspieler
- Liesje Schreinemacher (* 1983), Juristin und Politikerin
- Rachid Bouaouzan (* 1984), niederländisch-marokkanischer Fußballspieler
- Marciano Bruma (* 1984), Fußballspieler
- Dex Elmont (* 1984), Judoka
- Mounir El Hamdaoui (* 1984), marokkanisch-niederländischer Fußballspieler
- Leendert van Steensel (* 1984), Fußballspieler
- Herbert Cool (* 1985), Biathlet
- Roos van der Hoeven (* 1985), Beachvolleyballspielerin
- Jesper Hogedoorn (* 1985), Fußballspieler
- Ryan Koolwijk (* 1985), Fußballspieler
- Ancilla van de Leest (* 1985), Politikerin, Model, Produzentin, Moderatorin und Aktivistin
- Guy Ramos (* 1985), kapverdischer Fußballspieler
- Kevin Sluimer (* 1985), Radrennfahrer
- Marhinde Verkerk (* 1985), Judoka
- Jeanine van Dalen (* 1986), Fußballspielerin
- Simone Legerstee (* 1986), Volleyballspielerin
- Vicky Maeijer (* 1986), Politikerin
- Anne Schellekens (* 1986), Ruderin
- Sebastiaan Weenink (* 1986), Squashspieler
- Gianni Zuiverloon (* 1986), Fußballspieler
- Jeroen Hertzberger (* 1986), Hockeyspieler
- Luigi Bruins (* 1987), Fußballspieler
- Ingrid Coenradie (* 1987), Unternehmerin und Politikerin
- Royston Drenthe (* 1987), Fußballspieler
- Nouchka Fontijn (* 1987), Boxerin
- Jordy van Oorschot (* 1987), Eishockeyspieler
- Yondi Schmidt (* 1987), Radrennfahrer
- Lucien van Geffen (* 1987), Schauspieler
- Pirmin Blaak (* 1988), Hockeyspieler
- Marvin Emnes (* 1988), Fußballspieler
- Michiel Kramer (* 1988), Fußballspieler
- Wendy Vuik (* 1988), Skispringerin
- Chantal Blaak (* 1989), Radrennfahrerin
- Stacyian Jackson (* 1989), Schauspielerin
- Romario Kortzorg (* 1989), Fußballspieler
- Cuco Martina (* 1989), Fußballspieler
- Gregory Schaken (* 1989), Fußballspieler
- Sheila van den Bulk (* 1989), Fußballspielerin
- Lisa Weeda (* 1989), Bestsellerautorin, Drehbuchautorin und Virtual-Reality-Regisseurin
- Lerin Duarte (* 1990), Fußballspieler
- Joan Franka (* 1990), Sängerin
- Diego Hofland (* 1990), niederländisch-deutscher Eishockeyspieler
- Garry Rodrigues (* 1990), kap-verdischer Fußballspieler
- Mahmut Sönmez (* 1990), niederländisch-türkischer Fußballspieler
- Georginio Wijnaldum (* 1990), Fußballspieler

#### 1991 bis 2000
- Jeffrey Bruma (* 1991), Fußballspieler
- Jerson Cabral (* 1991), Fußballspieler
- Ricky van Haaren (* 1991), Fußballspieler
- Gaite Jansen (* 1991), Schauspielerin
- Rajiv van La Parra (* 1991), Fußballspieler
- Nigel Melker (* 1991), Autorennfahrer
- Kenny van der Weg (* 1991), Fußballspieler

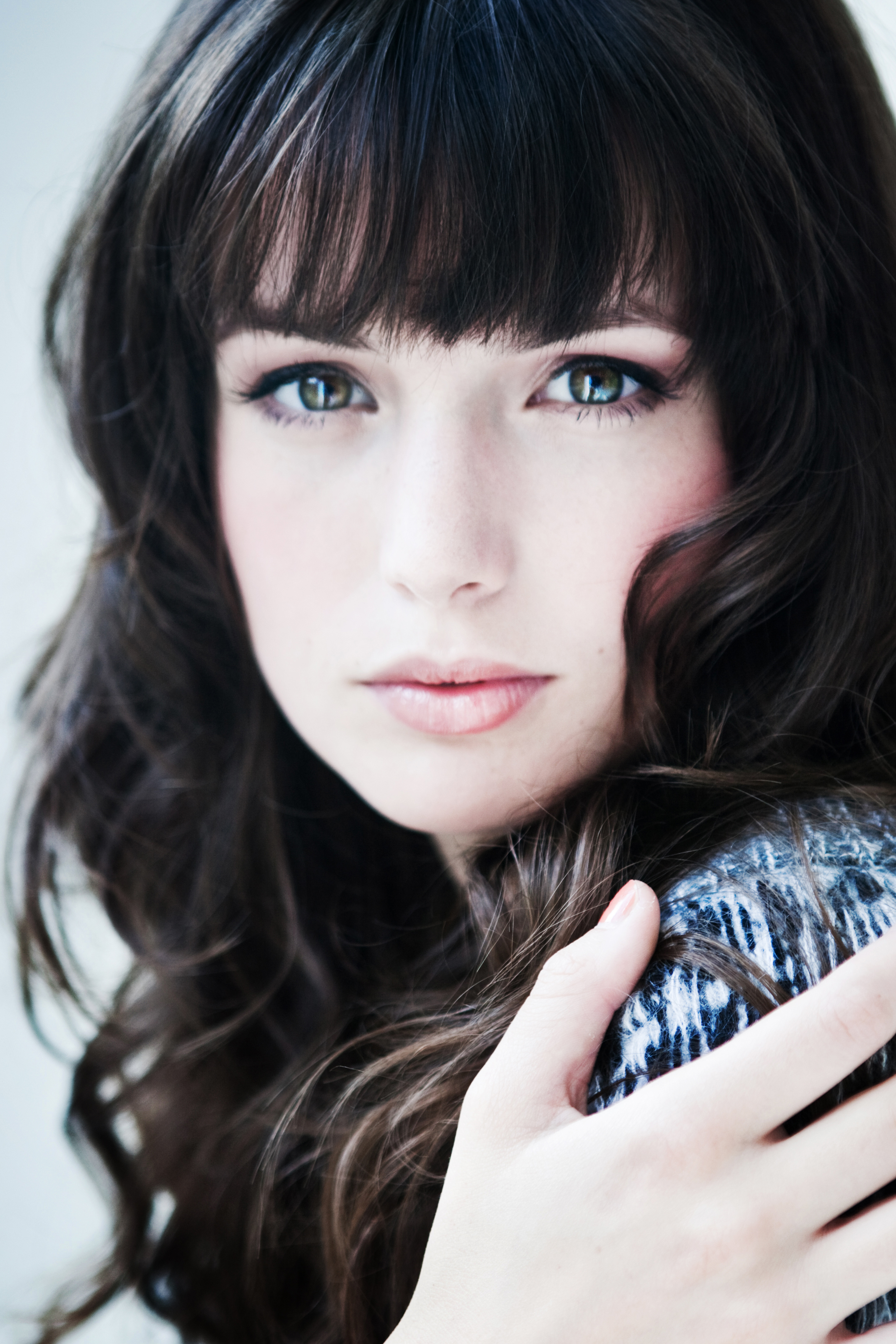
Gaite Jansen
(* 1991)

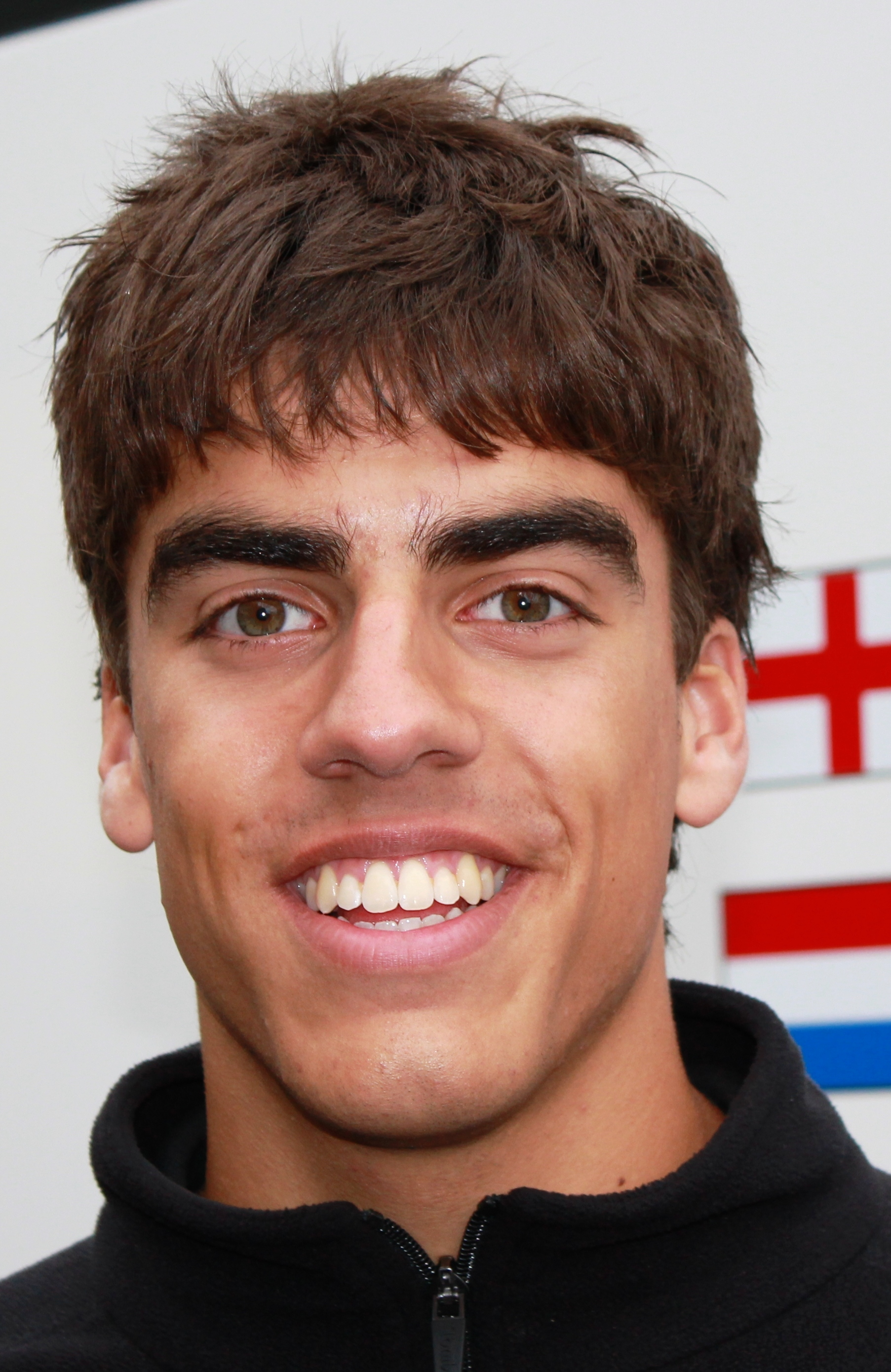
Daniël de Jong
(* 1992)

- Iliass Bel Hassani (* 1992), niederländisch-marokkanischer Fußballspieler
- Warner Hahn (* 1992), surinamisch-niederländischer Fußballspieler
- Daniël de Jong (* 1992), Autorennfahrer
- Pia Rijsdijk (* 1992), Fußballspielerin
- Giliano Wijnaldum (* 1992), Fußballspieler
- Seve van Ass (* 1992), Hockeyspieler
- Jessica de Boer (* 1993), Jazzmusikerin
- Taco van der Hoorn (* 1993), Radrennfahrer
- Irene van der Reijken (* 1993), Hindernisläuferin
- Luciano Slagveer (* 1993), Fußballspieler
- Kyle Ebecilio (* 1994), Fußballspieler
- Alvin Fortes (* 1994), Fußballspieler
- Kevin (* 1994), Rapper
- Terence Kongolo (* 1994), Fußballspieler
- Jetro Willems (* 1994), Fußballspieler
- Jean-Paul Boëtius (* 1994), Fußballspieler
- Davina Michelle (* 1995), Sängerin und YouTuberin
- Oliver Heldens (* 1995), DJ und Produzent
- Raymond van der Schuit (* 1995), Eishockeyspieler
- Josha Stradowski (* 1995), Schauspieler
- Denzel Dumfries (* 1996), Fußballspieler
- Gervane Kastaneer (* 1996), Fußballspieler
- Maud Megens (* 1996), Wasserballspielerin
- Mathijs Paasschens (* 1996), Radrennfahrer
- Ilias Alhaft (* 1997), niederländisch-marokkanischer Fußballspieler
- Tessa Dullemans (* 1997), Ruderin
- Mohammed El Hankouri (* 1997), Fußballspieler
- Maaike Huvermann (* 1997), Windsurferin
- Marieke Keijser (* 1997), Ruderin
- Jordan Larsson (* 1997), schwedischer Fußballspieler
- Dani Baijens (* 1998), Handballspieler
- Justin Bijlow (* 1998), Fußballspieler
- Danilho Doekhi (* 1998), Fußballspieler
- Sherel Floranus (* 1998), Fußballspieler
- Rodney Kongolo (* 1998), Fußballspieler
- Shaquille Pinas (* 1998), surinamisch-niederländischer Fußballspieler
- Sherwin Seedorf (* 1998), Fußballspieler
- Ramsey Angela (* 1999), Leichtathlet
- Bo Bendsneyder (* 1999), Motorradrennfahrer
- Halil Dervişoğlu (* 1999), niederländisch-türkischer Fußballspieler
- Diane van Es (* 1999), Langstreckenläuferin
- Tyrell Malacia (* 1999), Fußballspieler
- Dylan Vente (* 1999), Fußballspieler
- Maikel Zijlaard (* 1999), Radrennfahrer
- Joël Zwarts (* 1999), Fußballspieler
- Zakaria Aboukhlal (* 2000), marokkanisch-niederländischer Fußballspieler
- Nelson Amadin (* 2000), Fußballspieler
- Justen Blok (* 2000), Hockeyspieler
- Lutsharel Geertruida (* 2000), Fußballspieler
- Doğucan Haspolat (* 2000), türkischer Fußballspieler
- Osaze Urhoghide (* 2000), englischer Fußballspieler

### 21. Jahrhundert
- Jeremiah Azu (* 2001), britischer Sprinter
- Crysencio Summerville (* 2001), Fußballspieler
- Elayis Tavsan (* 2001), Fußballspieler mit surinamischen und türkischen Wurzeln
- Melayro Bogarde (* 2002), Fußballspieler
- Alida van Daalen (* 2002), Leichtathletin
- Sidny Lopes Cabral (* 2002), kap-verdischer Fußballspieler
- Matyáš Kopecký (* 2003), tschechischer Radrennfahrer
- Ar’jany Martha (* 2003), Fußballspieler
- Gjivai Zechiël (* 2004), Fußballspieler
- Antoni Milambo (* 2005), Fußballspieler
- Jorrel Hato (* 2006), Fußballspieler
- Ayoub Oufkir (* 2006), Fußballspieler

## Berühmte mit Rotterdam verbundene Personen
- Daniel Joncktys (1600–1654), Dichter und Mediziner, war Schöffe in Rotterdam
- François Verwilt (1623–1691), Maler
- Joannes van Heumen (?–1673), Theologe und Geistlicher
- Johann Jacob Zimmermann (1644–1693), deutscher pietistischer Astronom und Mathematiker
- Adriaen van der Werff (1659–1722), Maler
- Gerard Marius Kam (1836–1922), Unternehmer und Kommunalpolitiker in Rotterdam
- Jacobus Johannes Pieter Oud (1890–1963), Architekt, 1918 bis 1933 Stadtbaumeister in Rotterdam
- Henri Willem Hoesen (1885–1970), Arzt
- Willem Arondeus (1894–1943), Kunstmaler, Schriftsteller und Widerstandskämpfer gegen den deutschen Nationalsozialismus
- Ad Dekkers (1938–1974), Bildhauer und Reliefkünstler
- Ma Jiangbao (1941–2016), Tai-Chi-Meister und Repräsentant der Jianquan Taijiquan Association
- Uri Rosenthal (* 1945), Politologe und Politiker
- Rudy Koopmans (* 1948), Boxer
- Marcel Möring (* 1957), Schriftsteller
- Oscar van Dillen (* 1958), Komponist
- Jacob de Haan (* 1959), Komponist und Musiker
- Meschac Gaba (* 1961), Künstler
- Paul van den Hout (* 1963), Bildhauer, Maler und Installationskünstler
- Lidwien van de Ven (* 1963), Fotografin und Videokünstlerin
- Peng Zhaoqin (* 1968), chinesisch-niederländische Schachspielerin
- Elbert Dijkgraaf (* 1970), Ökonom und Politiker
- Hayo Boerema (* 1972), Organist
- Evil Activities (* 1979), Hardcore-Techno-Produzent und Disc-Jockey